# Chaumont-sur-Loire
Pour les articles homonymes, voir Chaumont.
Chaumont-sur-Loire est une commune française située dans le département de Loir-et-Cher, en région Centre-Val de Loire.
Localisée au centre du département, la commune fait partie de la petite région agricole « les Plateaux bocagers de la Touraine méridionale », regroupant des milieux très hétérogènes, plateau dénudé de Pontlevoy, vallée du Cher bordée de coteaux de vignes et aspects de gâtine au-delà.
L'occupation des sols est marquée par l'importance des espaces agricoles et naturels qui occupent la quasi-totalité du territoire communal. Plusieurs espaces naturels d'intérêt sont présents dans la commune : deux espaces protégés, deux sites natura 2000, trois zones naturelles d'intérêt écologique, faunistique et floristique (ZNIEFF) et un espace naturel sensible, En 2010, l'orientation technico-économique de l'agriculture dans la commune est la culture des céréales et des oléoprotéagineux. À l'instar du département qui a vu disparaître le quart de ses exploitations en dix ans, le nombre d'exploitations agricoles a fortement diminué, passant de 25 en 1988, à 19 en 2000, puis à 14 en 2010.
Le patrimoine architectural de la commune comprend un bâtiment porté à l'inventaire des monuments historiques : le château de Chaumont-sur-Loire.

## Géographie
Les communes limitrophes sont  Candé-sur-Beuvron, Monthou-sur-Bièvre, Pontlevoy, Rilly-sur-Loire, Valaire, Vallières-les-Grandes, Valloire-sur-Cisse et Veuzain-sur-Loire.

### Localisation et communes limitrophes
La commune de Chaumont-sur-Loire se trouve au centre du département de Loir-et-Cher, dans la petite région agricole des Plateaux bocagers de la Touraine méridionale,. À vol d'oiseau, elle se situe à 15,8 km de Blois, préfecture du département. La commune fait en outre partie du bassin de vie d'Onzain.
Les communes les plus proches sont :
Onzain (2,4 km), Rilly-sur-Loire (4,5 km), Veuves (5 km), Candé-sur-Beuvron (5,6 km), Monteaux (5,9 km), Mesland (5,9 km), Chouzy-sur-Cisse (6,1 km), Valaire (6,1 km) et Coulanges (7,2 km).
Chaumont-sur-Loire est un village français situé dans le département de Loir-et-Cher, près de Blois. Il s'agit d'une petite commune rurale peuplée d'environ 1 100 habitants.
La Loire coule sur le territoire de la commune.

### Paysages et relief
Dans le cadre de la Convention européenne du paysage, adoptée le 20 octobre 2000 et entrée en vigueur en France le 1er juillet 2006, un atlas des paysages de Loir-et-Cher a été élaboré en 2010 par le CAUE de Loir-et-Cher, en collaboration avec la DIREN Centre (devenue DREAL en 2011), partenaire financier. Les paysages du département s'organisent ainsi en huit grands ensembles et 25 unités de paysage,. La commune fait partie de deux unités de paysage : « le plateau de Pontlevoy » et « la Loire de Blois aux portes de Chaumont ».
Le plateau de Pontlevoy est constitué d'une mosaïque de sols : le calcaire de Beauce en profondeur est recouvert de sables éoliens et de faluns, mais aussi partiellement nappé d'argiles à silex. Ces sols, s'ils sont moins variés que ceux de la Sologne viticole, prolongent et confirment les changements radicaux de paysages entre l'est et l'ouest du territoire départemental: les vignes s'étiolent pour faire place à la grande culture et les forêts, bien délimitées, constituent désormais des massifs boisés isolés les uns des autres sans que le relais soit pris par des bosquets épars.
En aval de Blois, la vallée de la Loire prend un visage inédit dans le département : très peu urbanisée, elle apparaît principalement cernée de boisements qui cadrent le paysage dans un couloir de coteaux désormais élevés, encore rehaussés par les lisières. Au nord, la forêt de Blois couvre le plateau de Beauce sur une surface de 2 800 hectares et s'avance très près du rebord de coteau. Au sud, c'est la forêt de Russy qui délimite le paysage en occupant à la fois le rebord du plateau solognot et le coteau lui-même. Plus à l'aval, le Beuvron, qui ouvre le coteau pour s'écouler dans la vallée, est lui aussi bordé de boisements qui cadrent la rivière et prolongent l'écrin de végétation en direction de la Sologne.
L'altitude du territoire communal varie de 61 mètres à 114 mètres,.

### Hydrographie

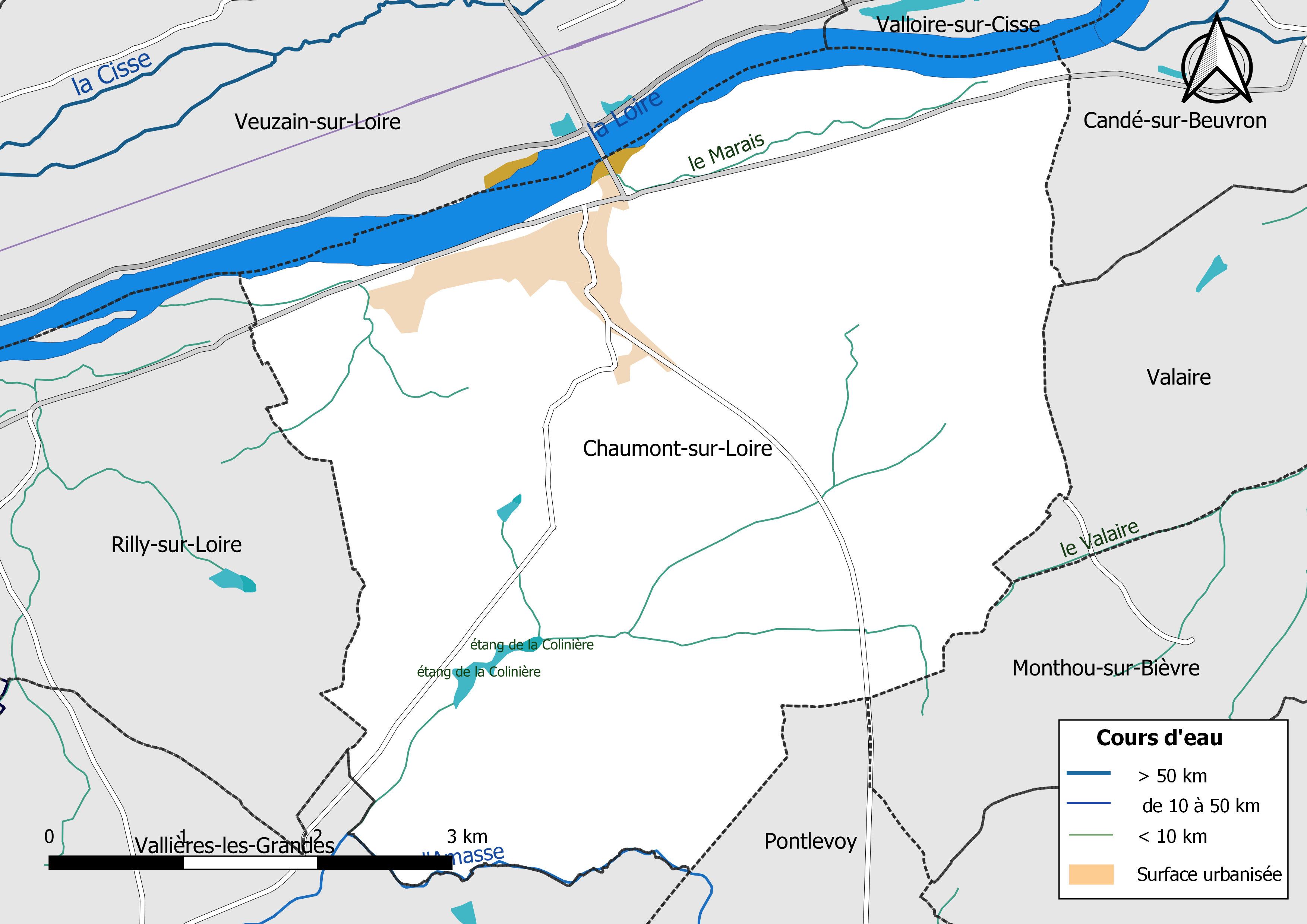
Réseau hydrographique de Chaumont-sur-Loire.

La commune est drainée par la Loire (4,463 km), l'Amasse (0,282 km), le Marais et par divers petits cours d'eau, constituant un réseau hydrographique de 22,19 km de longueur totale.
Le cours de la Loire s'insère dans une large vallée qu'elle a façonnée peu à peu depuis des milliers d'années. Elle traverse d'est en ouest le département de Loir-et-Cher depuis Saint-Laurent-Nouan jusqu'à Veuzain-sur-Loire, avec un cours large et lent. La Loire présente des fluctuations saisonnières de débit assez marquées.
L'Amasse, d'une longueur totale de 29,2 km, prend sa source dans la commune de Pontlevoy et se jette dans la Loire à Amboise, après avoir traversé 4 communes.
Sur le plan piscicole, ces cours d'eau sont classés en deuxième catégorie, où le peuplement piscicole dominant est constitué de poissons blancs (cyprinidés) et de carnassiers (brochet, sandre et perche).

### Climat
Pour des articles plus généraux, voir Climat du Centre-Val de Loire et Climat de Loir-et-Cher.
En 2010, le climat de la commune est de type climat océanique altéré, selon une étude du CNRS s'appuyant sur une série de données couvrant la période 1971-2000. En 2020, Météo-France publie une typologie des climats de la France métropolitaine dans laquelle la commune est toujours exposée à un climat océanique altéré et est dans la région climatique Moyenne vallée de la Loire, caractérisée par une bonne insolation (1 850 h/an) et un été peu pluvieux.
Pour la période 1971-2000, la température annuelle moyenne est de 11,6 °C, avec une amplitude thermique annuelle de 14,7 °C. Le cumul annuel moyen de précipitations est de 684 mm, avec 10,9 jours de précipitations en janvier et 6,4 jours en juillet. Pour la période 1991-2020, la température moyenne annuelle observée sur la station météorologique de Météo-France la plus proche, dans la commune de Limeray à 11 km à vol d'oiseau, est de 12,2 °C et le cumul annuel moyen de précipitations est de 670,2 mm,. Pour l'avenir, les paramètres climatiques de la commune estimés pour 2050 selon différents scénarios d'émission de gaz à effet de serre sont consultables sur un site dédié publié par Météo-France en novembre 2022.

### Milieux naturels et biodiversité

#### Espaces protégés
La protection réglementaire est le mode d'intervention le plus fort pour préserver des espaces naturels remarquables et leur biodiversité associée.Deux espaces protégés sont présents dans la commune : « l'Ile de la Folie », un terrain acquis par le Conservatoire d'espaces naturels Centre-Val de Loire. Il présente une superficie de 53,33 ha,
« Source de la Folie », un terrain acquis par le Conservatoire d'espaces naturels Centre-Val de Loire. Il présente une superficie de 0,28 ha.

#### Sites Natura 2000
Le réseau Natura 2000 est un réseau écologique européen de sites naturels d'intérêt écologique élaboré à partir des Directives « Habitats » et « Oiseaux ». Ce réseau est constitué de Zones spéciales de conservation (ZSC) et de Zones de protection spéciale (ZPS). Dans les zones de ce réseau, les États membres s'engagent à maintenir dans un état de conservation favorable les types d'habitats et d'espèces concernés, par le biais de mesures réglementaires, administratives ou contractuelles. L'objectif est de promouvoir une gestion adaptée des habitats tout en tenant compte des exigences économiques, sociales et culturelles, ainsi que des particularités régionales et locales de chaque État membre. Les activités humaines ne sont pas interdites, dès lors que celles-ci ne remettent pas en cause significativement l'état de conservation favorable des habitats et des espèces concernés. Des parties du territoire communal sont incluses dans les sites Natura 2000 suivants :
- la « Vallée de la Loire de Mosnes à Tavers », d'une superficie de 2 278 ha, un des sites ligériens les plus remarquables par son originalité, avec des milieux naturels incontournables tels que les habitats d'eaux courantes et stagnantes accueillant de nombreux poissons et autres animaux de l'Annexe II (Castor), les pelouses et prairies de grèves et zones inondables et les forêts alluviales[28] ;
- le « Vallée de la Loire du Loir-et-Cher », d'une superficie de 2 398 ha[29].

#### Zones naturelles d'intérêt écologique, faunistique et floristique
L'inventaire des zones naturelles d'intérêt écologique, faunistique et floristique (ZNIEFF) a pour objectif de réaliser une couverture des zones les plus intéressantes sur le plan écologique, essentiellement dans la perspective d'améliorer la connaissance du patrimoine naturel national et de fournir aux différents décideurs un outil d'aide à la prise en compte de l'environnement dans l'aménagement du territoire. Le territoire communal de Chaumont-sur-Loire comprend trois ZNIEFF :
- les « Forêts de ravin de Chaumont-Sur-Loire » (180,25 ha)[31] ;
- la « Loire Blésoise » (2 380,68 ha)[32] ;
- la « Vallée de la Loire de la Gaillardière à Saugeons » (417,8 ha)[33].

#### Espaces naturels sensibles
Dans le cadre de sa politique environnementale, le Conseil départemental labellise certains sites au patrimoine naturel remarquable, les « espaces naturels sensibles », dans le but de les préserver, les faire connaître et les valoriser. Vingt-six sites sont ainsi identifiés dans le département dont un situé sur le territoire communal : l'« Île de la Folie », constituée d'une forêt alluviale.

Cartes des Znieff et site Natura 2000.
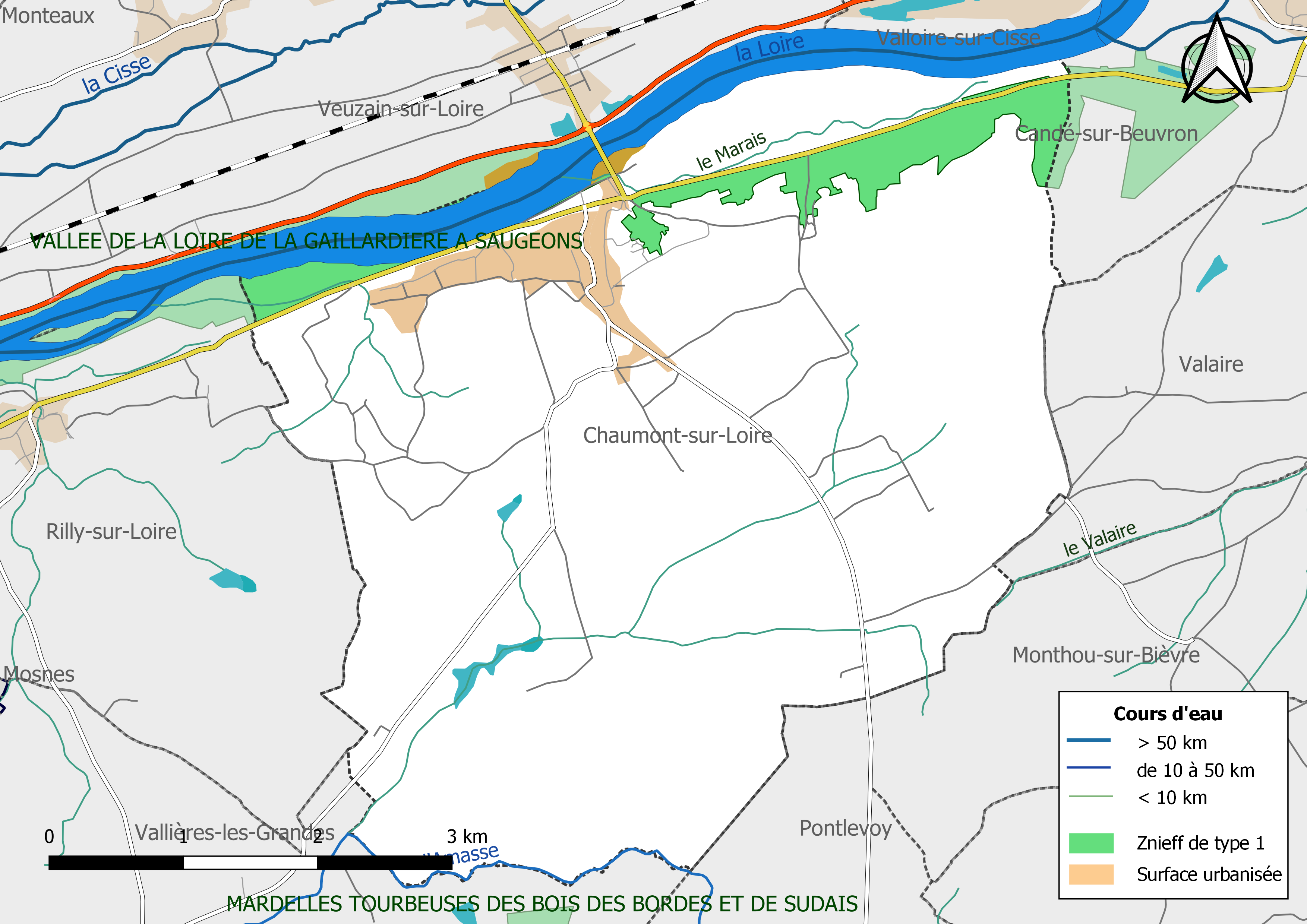
Carte des ZNIEFF de type 1 localisées dans la commune[Note 2].
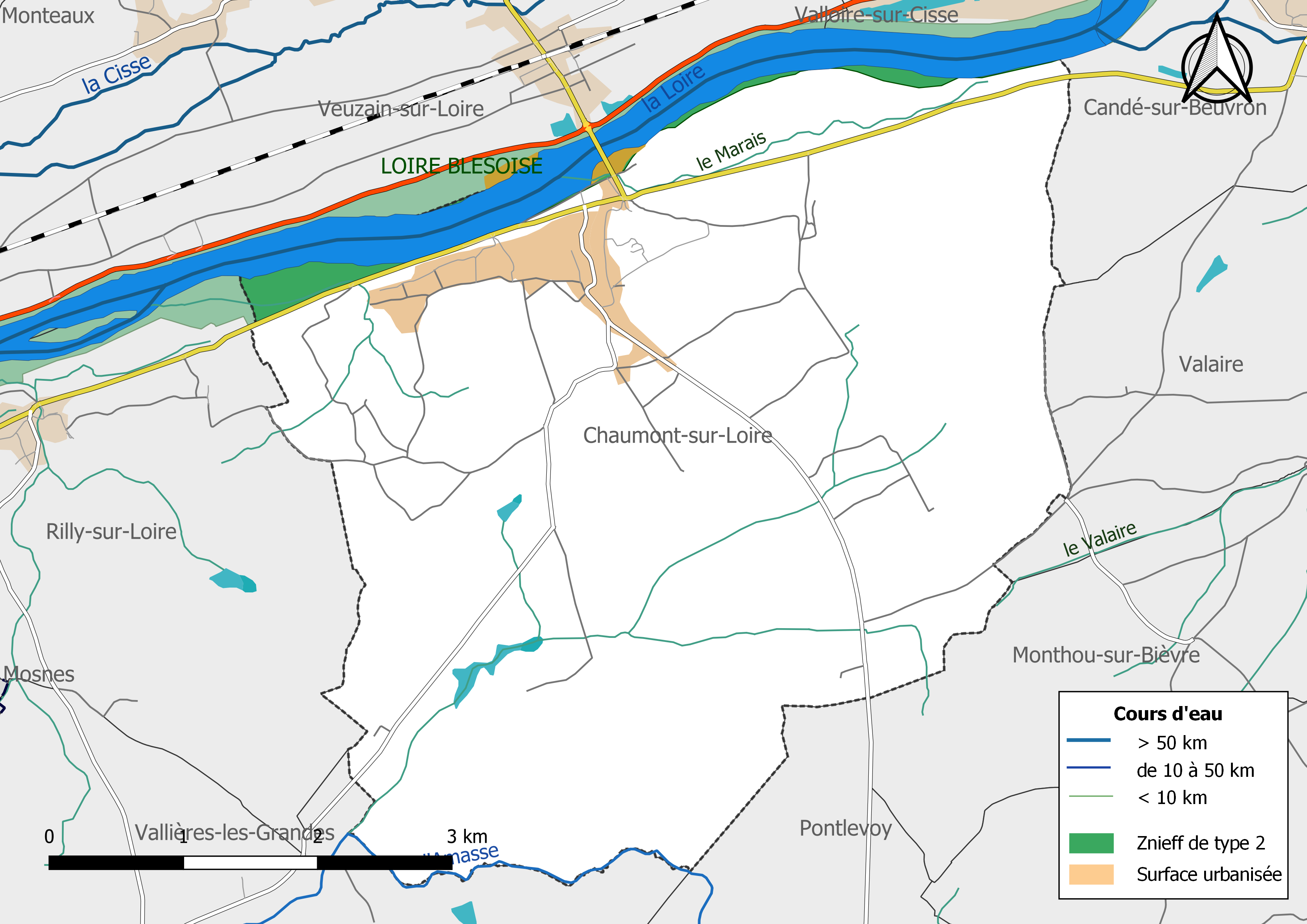
Carte des ZNIEFF de type 2 localisées dans la commune[Note 3].
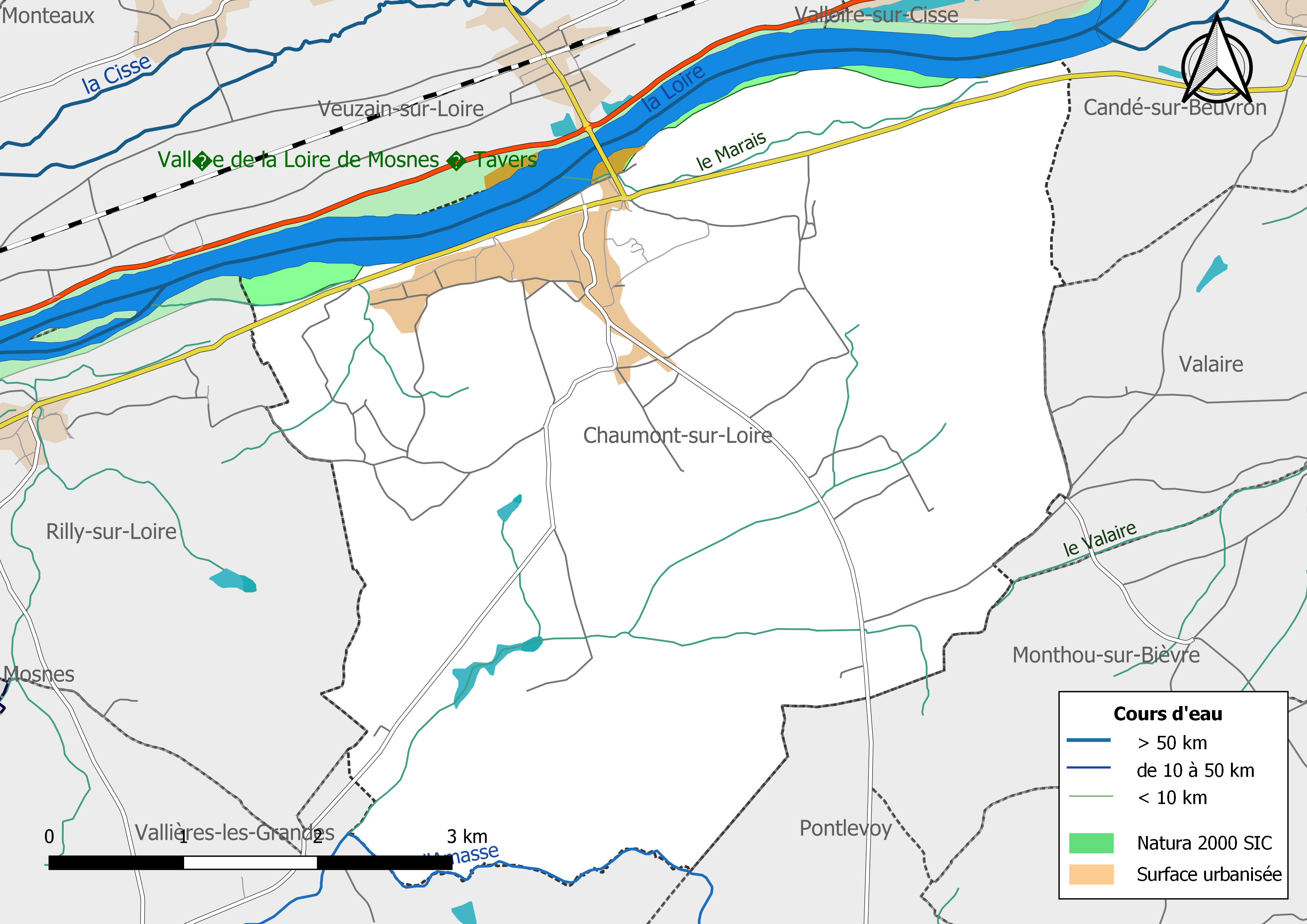
Carte du site Natura 2000 de type SIC localisé dans la commune.
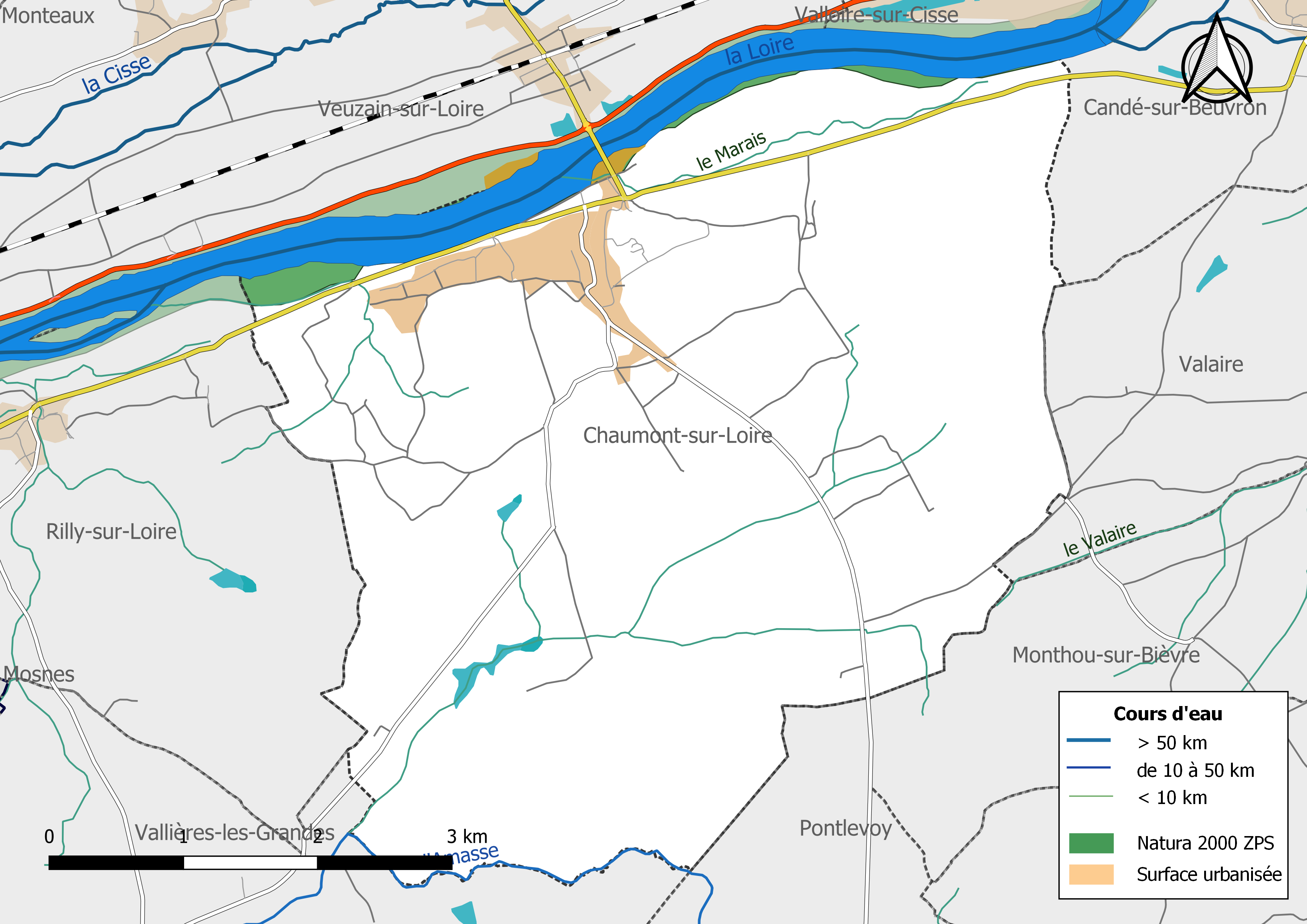
Une partie du territoire communal est incluse dans le site Natura 2000 le « Vallée de la Loire du Loir-et-Cher ».

## Urbanisme

### Typologie
Au 1er janvier 2024, Chaumont-sur-Loire est catégorisée commune rurale à habitat dispersé, selon la nouvelle grille communale de densité à sept niveaux définie par l'Insee en 2022.
Elle appartient à l'unité urbaine de Veuzain-sur-Loire, une agglomération intra-départementale regroupant trois  communes, dont elle est une commune de la banlieue,,. Par ailleurs la commune fait partie de l'aire d'attraction de Blois, dont elle est une commune de la couronne,. Cette aire, qui regroupe 78 communes, est catégorisée dans les aires de 50 000 à moins de 200 000 habitants,.

### Occupation des sols
L'occupation des sols est marquée par l'importance des espaces agricoles et naturels (96,8 %). La répartition détaillée ressortant de la base de données européenne d'occupation biophysique des sols Corine Land Cover millésimée 2012 est la suivante :
terres arables (11,6 %),
cultures permanentes (0,6 %),
zones agricoles hétérogènes (15,4 %),
prairies (3,5 %),
forêts (65,2 %),
milieux à végétation arbustive ou herbacée (0,7 %),
zones urbanisées (1 %),
espaces verts artificialisés non agricoles (0,5 %),
zones industrielles et commerciales et réseaux de communication (1,7 %),
eaux continentales (0,5 %).
L'agriculture façonne le territoire. Elle permet de maîtriser l'évolution des paysages mais engendre aussi des conflits d'usage à proximité des zones habitées. À l'échelle de l'unité géographique Plateau de Beauce, qui regroupe sept communes, dont Saint-Bohaire, la consommation d'espaces agricoles et naturels entre 2002 et 2015 pour répondre aux besoins de développement a été relativement faible, 81,5 % des aménagements (logements, équipements, entreprises) ont été réalisés sur de nouveaux terrains, soit 36,2 hectares.

### Planification
La loi SRU du 13 décembre 2000 a incité fortement les communes à se regrouper au sein d'un établissement public, pour déterminer les partis d'aménagement de l'espace au sein d'un SCoT, un document essentiel d'orientation stratégique des politiques publiques à une grande échelle. La commune est dans le territoire du SCOT du Blésois, approuvé en 2006 et révisé en juillet 2016.
En matière de planification, la commune disposait en 2017 d'un plan local d'urbanisme en révision. Par ailleurs, à la suite de la loi ALUR (loi pour l'accès au logement et un urbanisme rénové) de mars 2014, un plan local d'urbanisme intercommunal couvrant le territoire de la communauté d'agglomération de Blois « Agglopolys » a été prescrit le 3 décembre 2015.

### Habitat et logement
Le tableau ci-dessous présente la typologie des logements à Chaumont-sur-Loire en 2016 en comparaison avec celle du Loir-et-Cher et de la France entière. Une caractéristique marquante du parc de logements est ainsi une proportion de résidences secondaires et logements occasionnels (9,8 %) inférieure à celle du département (18 %) mais supérieure à celle de la France entière (9,6 %). Concernant le statut d'occupation de ces logements, 73,7 % des habitants de la commune sont propriétaires de leur logement (75,2 % en 2011), contre 68,1 % pour le Loir-et-Cher et 57,6 pour la France entière.
|                                                         | Chaumont-sur-Loire | Loir-et-Cher | France entière |
| ------------------------------------------------------- | ------------------ | ------------ | -------------- |
| Résidences principales (en %)                           | 80,9               | 74,5         | 82,3           |
| Résidences secondaires et logements occasionnels (en %) | 9,8                | 18           | 9,6            |
| Logements vacants (en %)                                | 9,3                | 7,5          | 8,1            |

### Risques majeurs
Le territoire communal de Chaumont-sur-Loire est vulnérable à différents aléas naturels : inondations (par débordement de la Loire ou par ruissellement), climatiques (hiver exceptionnel ou canicule), feux de forêts, mouvements de terrains ou sismique (sismicité très faible)8 avril 20208 avril 2020
Il est également exposé à un risque technologique : le transport de matières dangereuses,.

#### Risques naturels

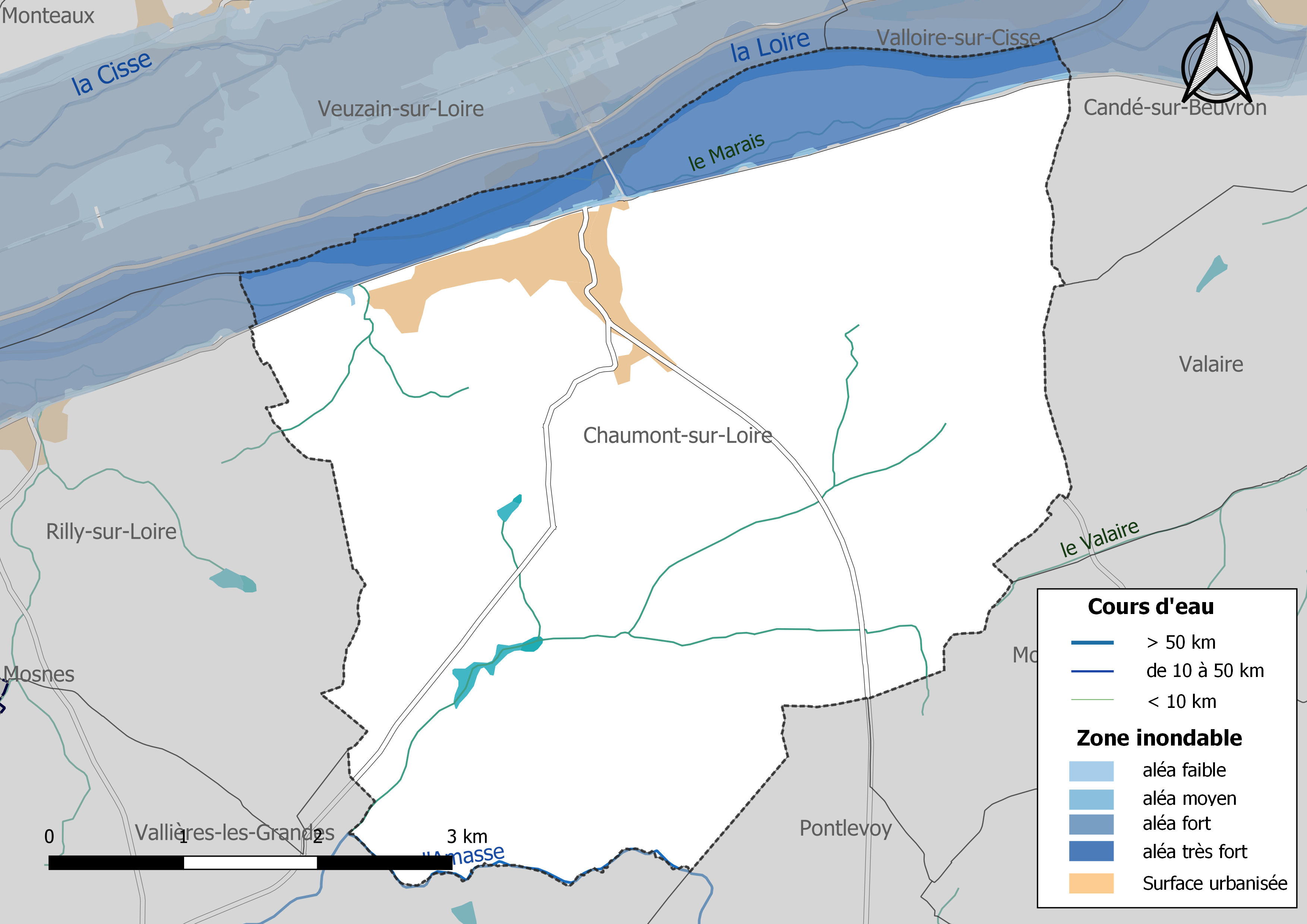
Zones inondables de la commune de Chaumont-sur-Loire.

Les mouvements de terrains susceptibles de se produire dans la commune sont soit liés au retrait-gonflement des argiles, soit des chutes de blocs, soit des glissements de terrains, soit des effondrements liés à des cavités souterraines. Le phénomène de retrait-gonflement des argiles est la conséquence d'un changement d'humidité des sols argileux. Les argiles sont capables de fixer l'eau disponible mais aussi de la perdre en se rétractant en cas de sécheresse. Ce phénomène peut provoquer des dégâts très importants sur les constructions (fissures, déformations des ouvertures) pouvant rendre inhabitables certains locaux. La carte de zonage de cet aléa peut être consultée sur le site de l'observatoire national des risques naturels Georisques. Une autre carte permet de prendre connaissance des cavités souterraines localisées dans la commune.
En Loir-et-Cher, les crues de la Loire représentent des volumes d'eau et des débits quatre à cinq fois supérieurs à ceux du Cher et du Loir : la superficie des zones et l'ampleur des dégâts peuvent être considérables. Les crues historiques sont celles de 1846 (6,60 m à l'échelle de Blois), 1856 (6,78 m), 1866 (6,70 m), 1907 (5,63 m) et 2003 (3,78 m). Le débit maximal historique est de 5 100 m3/s (crue de 1846) et caractérise une crue de retour centennal. Le risque d'inondation est pris en compte dans l'aménagement du territoire de la commune par le biais du Plan de prévention du risque inondation (PPRI) de la Loire aval.

#### Risques technologiques
Le risque de transport de marchandises dangereuses dans la commune est lié à sa traversée par une canalisation de transport de gaz. Un accident se produisant sur une telle infrastructure est en effet susceptible d'avoir des effets graves au bâti ou aux personnes jusqu'à 350 m, selon la nature du matériau transporté. Des dispositions d'urbanisme peuvent être préconisées en conséquence.

## Toponymie
Comme presque tous les Chaumont de France, il s'agit d'un « mont chauve », formation toponymique basée sur l'ancien français chals > chau- « chauve », le masculin français moderne chauve étant issu de la forme féminine.

## Histoire

### Révolution française et Empire

#### Nouvelle organisation territoriale
Le décret de l'Assemblée nationale du 12 novembre 1789 décrète qu'« il y aura une municipalité dans chaque ville, bourg, paroisse ou communauté de campagne », mais ce n'est qu'avec le décret de la Convention nationale du 10 brumaire an II (31 octobre 1793) que la paroisse de Chaumont-sur-Loire devient formellement « commune de Chaumont-sur-Loire »,.
En 1790, dans le cadre de la création des départements, la municipalité est rattachée au canton de Pont Levoy et au district de Saint Aignan. Les cantons sont supprimés, en tant que découpage administratif, par une loi du 26 juin 1793, et ne conservent qu'un rôle électoral, permettant l'élection des électeurs du second degré chargés de désigner les députés,. La Constitution du 5 fructidor an III, appliquée à partir de vendémiaire an IV (1795) supprime les districts, considérés comme des rouages administratifs liés à la Terreur, mais maintient les cantons qui acquièrent dès lors plus d'importance en retrouvant une fonction administrative. Enfin, sous le Consulat, un redécoupage territorial visant à réduire le nombre de justices de paix ramène le nombre de cantons en Loir-et-Cher de 33 à 24. Chaumont-sur-Loire est alors rattachée au canton de Montrichard et à l'Arrondissement de Blois par arrêté du 5 vendémiaire an X (26 septembre 1801),,. Cette organisation va rester inchangée pendant près de 150 ans.

### Époque récente
Entre le 29 janvier et le 8 février 1939, plus de 3 100 réfugiés espagnols, fuyant l'effondrement de la république espagnole devant Franco, arrivent dans le Loir-et-Cher. Devant l'insuffisance des structures d'accueil (les haras de Selles-sur-Cher sont notamment utilisés), 47 villages sont mis à contribution. , dont Bracieux. Les réfugiés, essentiellement des femmes et des enfants, sont soumis à une quarantaine stricte, vaccinés, le courrier est limité, le ravitaillement, s'il est peu varié et cuisiné à la française, est cependant assuré. Au printemps et à l'été, les réfugiés sont regroupés à Bois-Brûlé (commune de Boisseau).

## Politique et administration

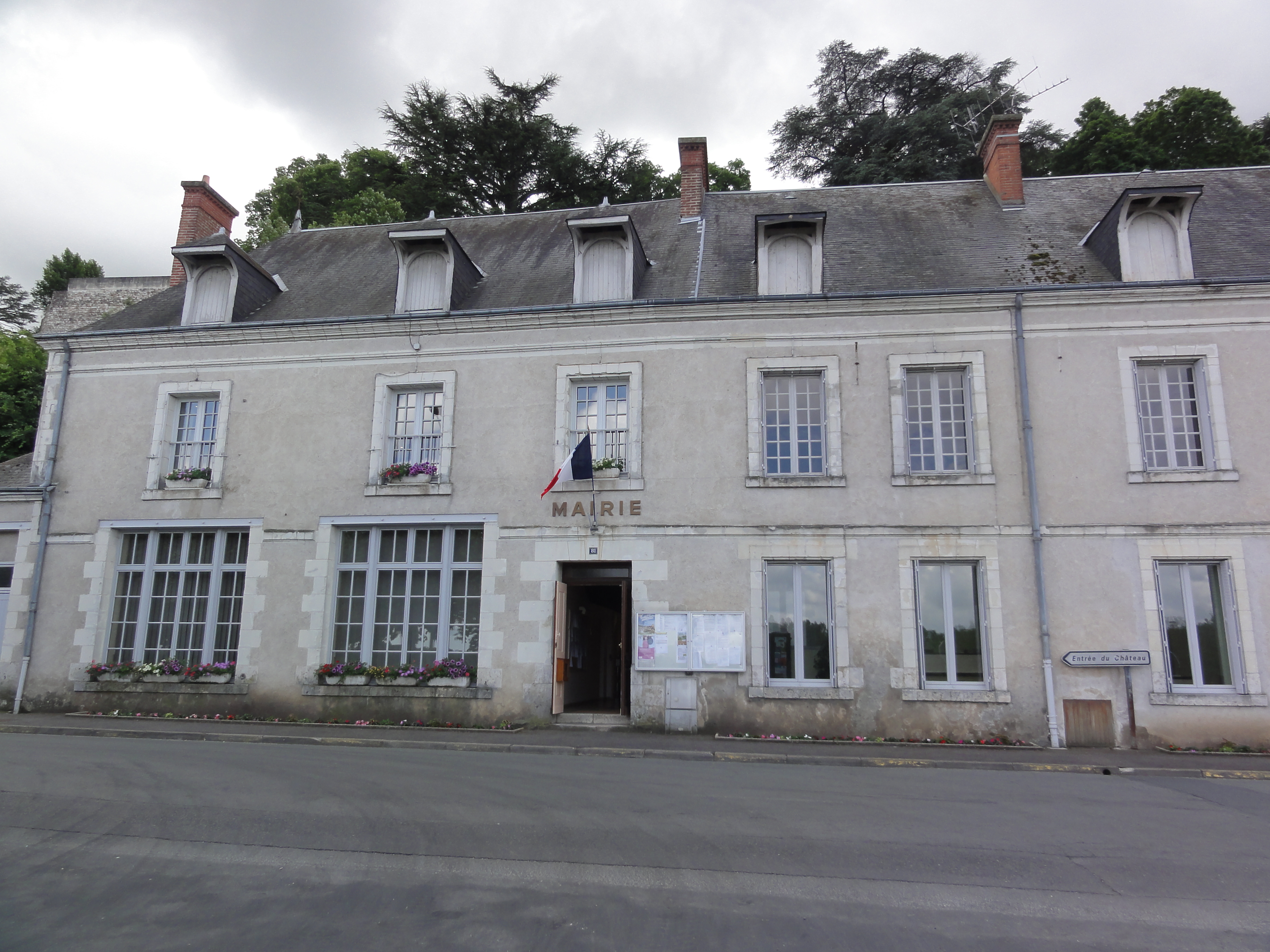
La mairie de Chaumont-sur-Loire.

### Découpage territorial
La commune de Chaumont-sur-Loire est membre de la communauté d'agglomération de Blois « Agglopolys », un établissement public de coopération intercommunale (EPCI) à fiscalité propre créé le 1er janvier 2012.
Elle est rattachée sur le plan administratif à l'arrondissement de Blois, au département de Loir-et-Cher et à la région Centre-Val de Loire, en tant que circonscriptions administratives. Sur le plan électoral, elle est rattachée au canton de Blois-3 depuis 2015 pour l'élection des conseillers départementaux et à la première circonscription de Loir-et-Cher pour les élections législatives.

### Politique et administration municipale

#### Conseil municipal et maire
Le conseil municipal de Chaumont-sur-Loire, commune de plus de 1 000 habitants, est élu au scrutin proportionnel plurinominal avec prime majoritaire. Compte tenu de la population communale, le nombre de sièges au conseil municipal est de 15. Le maire, à la fois agent de l'État et exécutif de la commune en tant que collectivité territoriale, est élu par le conseil municipal au scrutin secret lors de la première réunion du conseil suivant les élections municipales, pour un mandat de six ans, c'est-à-dire pour la durée du mandat du conseil.
| Période                                  | Période  | Identité             | Étiquette | Qualité                                          |
| ---------------------------------------- | -------- | -------------------- | --------- | ------------------------------------------------ |
| Les données manquantes sont à compléter. |          |                      |           |                                                  |
| mars 2014                                | mai 2020 | Jean-Pierre Lefebvre |           | Retraité de profession libérale                  |
| mai 2020                                 | En cours | Baptiste Marseault,  |           | Professeur des écoles ou instituteur ou assimilé |

## Équipements et services

### Eau et assainissement
L'organisation de la distribution de l'eau potable, de la collecte et du traitement des eaux usées et pluviales relève des communes. La compétence eau et assainissement des communes est un service public industriel et commercial (SPIC).

#### Alimentation en eau potable
Le service d'eau potable comporte trois grandes étapes : le captage, la potabilisation et la distribution d'une eau potable conforme aux normes de qualité fixées pour protéger la santé humaine. En 2019, la commune est membre du syndicat intercommunal d'adduction d'eau potable de Rilly-sur-Loire qui assure le service en régie dont le contrat arrive à échéance le 31 décembre 2019.

#### Assainissement des eaux usées
En 2019, la gestion du service d'assainissement collectif de la commune de Chaumont-sur-Loire est assurée par la communauté d'agglomération Agglopolys qui a le statut de régie à autonomie financière.
Deux stations de traitement des eaux usées sont en service au 1er janvier 2019 sur le territoire communal :
- « Chaumont Sur Loire », un équipement utilisant la technique des filtres plantés, dont la capacité est de 1 500 EH, mis en service le 14 septembre 2009[77] ;
- « Cd 751 », un équipement utilisant la technique de l'aération par boues activées, avec prétraitement et déphosphatation physico-chimique, dont la capacité est de 920 EH[78].

L'assainissement non collectif (ANC) désigne les installations individuelles de traitement des eaux domestiques qui ne sont pas desservies par un réseau public de collecte des eaux usées et qui doivent en conséquence traiter elles-mêmes leurs eaux usées avant de les rejeter dans le milieu naturel. La communauté d'agglomération de Blois « Agglopolys » assure pour le compte de la commune le service public d'assainissement non collectif (SPANC), qui a pour mission de vérifier la bonne exécution des travaux de réalisation et de réhabilitation, ainsi que le bon fonctionnement et l'entretien des installations.

### Sécurité, justice et secours
La sécurité de la commune est assurée par la brigade de gendarmerie de Veuzain-sur-Loire qui dépend du groupement de gendarmerie départementale de Loir-et-Cher installé à Blois.
En matière de justice, Chaumont-sur-Loire relève du conseil de prud'hommes de Blois, de la Cour d'appel d'Orléans (juridiction de Blois), de la Cour d'assises de Loir-et-Cher, du tribunal administratif de Blois, du tribunal de commerce de Blois et du tribunal judiciaire de Blois.

## Population et société

### Démographie

#### Évolution démographique
L'évolution du nombre d'habitants est connue à travers les recensements de la population effectués dans la commune depuis 1793. Pour les communes de moins de 10 000 habitants, une enquête de recensement portant sur toute la population est réalisée tous les cinq ans, les populations de référence des années intermédiaires étant quant à elles estimées par interpolation ou extrapolation. Pour la commune, le premier recensement exhaustif entrant dans le cadre du nouveau dispositif a été réalisé en 2006.

En 2022, la commune comptait 1 091 habitants, en évolution de +0,55 % par rapport à 2016 (Loir-et-Cher : −1,15 %, France hors Mayotte : +2,11 %).
| 1793 | 1800 | 1806 | 1821 | 1831 | 1836 | 1841 | 1846 | 1851 |
| ---- | ---- | ---- | ---- | ---- | ---- | ---- | ---- | ---- |
| 750  | 832  | 848  | 930  | 985  | 935  | 925  | 957  | 942  |

| 1856 | 1861  | 1866  | 1872 | 1876 | 1881  | 1886  | 1891  | 1896  |
| ---- | ----- | ----- | ---- | ---- | ----- | ----- | ----- | ----- |
| 953  | 1 000 | 1 000 | 988  | 945  | 1 065 | 1 103 | 1 136 | 1 092 |

| 1901  | 1906  | 1911  | 1921 | 1926 | 1931 | 1936 | 1946 | 1954 |
| ----- | ----- | ----- | ---- | ---- | ---- | ---- | ---- | ---- |
| 1 037 | 1 064 | 1 047 | 937  | 882  | 779  | 704  | 796  | 706  |

| 1962 | 1968 | 1975 | 1982 | 1990 | 1999  | 2006  | 2011  | 2016  |
| ---- | ---- | ---- | ---- | ---- | ----- | ----- | ----- | ----- |
| 705  | 742  | 783  | 842  | 876  | 1 031 | 1 009 | 1 075 | 1 085 |

| 2021  | 2022  | - | - | - | - | - | - | - |
| ----- | ----- | - | - | - | - | - | - | - |
| 1 086 | 1 091 | - | - | - | - | - | - | - |

#### Pyramide des âges
En 2018, le taux de personnes d'un âge inférieur à 30 ans s'élève à 32,6 %, soit au-dessus de la moyenne départementale (31,3 %). À l'inverse, le taux de personnes d'âge supérieur à 60 ans est de 30,4 % la même année, alors qu'il est de 31,6 % au niveau départemental.
En 2018, la commune comptait 549 hommes pour 533 femmes, soit un taux de 50,74 % d'hommes, largement supérieur au taux départemental (48,55 %).
Les pyramides des âges de la commune et du département s'établissent comme suit.
| Hommes | Classe d’âge | Femmes |
| ------ | ------------ | ------ |
| 1,4    | 90 ou +      | 2,4    |
| 8,6    | 75-89 ans    | 12,1   |
| 18,1   | 60-74 ans    | 18,5   |
| 22,2   | 45-59 ans    | 18,1   |
| 15,2   | 30-44 ans    | 18,3   |
| 17,3   | 15-29 ans    | 15,6   |
| 17,3   | 0-14 ans     | 15,1   |

| Hommes | Classe d’âge | Femmes |
| ------ | ------------ | ------ |
| 1,1    | 90 ou +      | 2,6    |
| 9,2    | 75-89 ans    | 11,9   |
| 19,7   | 60-74 ans    | 20,4   |
| 20,7   | 45-59 ans    | 20     |
| 16,5   | 30-44 ans    | 16,2   |
| 15,2   | 15-29 ans    | 13,2   |
| 17,6   | 0-14 ans     | 15,7   |

## Enseignement
Chaumont-sur-Loire dépend de l'académie d'Orléans-Tours qui fait partie de la zone B. Le village dispose d'un groupe scolaire (école Le Poirier Herpin) accueillant les élèves de la maternelle au CM2.
Le village n'a ni collège ni lycée. Le collège public du secteur se trouve à Onzain (collège Joseph CROCHETON). Aussi, la plupart des jeunes choisissent les établissements de Blois, la préfecture du département pour aller au lycée.

## Économie

### Secteurs d'activité
Le tableau ci-dessous détaille le nombre d'entreprises implantées à Chaumont-sur-Loire selon leur secteur d'activité et le nombre de leurs salariés :
|                                                              | total | % com (% dep) | 0 salarié | 1 à 9 salarié(s) | 10 à 19 salariés | 20 à 49 salariés | 50 salariés ou plus |
| ------------------------------------------------------------ | ----- | ------------- | --------- | ---------------- | ---------------- | ---------------- | ------------------- |
| Ensemble                                                     | 95    | 100,0 (100)   | 72        | 19               | 2                | 2                | 0                   |
| Agriculture, sylviculture et pêche                           | 9     | 9,5 (11,8)    | 9         | 0                | 0                | 0                | 0                   |
| Industrie                                                    | 4     | 4,2 (6,5)     | 2         | 2                | 0                | 0                | 0                   |
| Construction                                                 | 8     | 8,4 (10,3)    | 5         | 3                | 0                | 0                | 0                   |
| Commerce, transports, services divers                        | 62    | 65,3 (57,9)   | 48        | 12               | 1                | 1                | 0                   |
| dont commerce et réparation automobile                       | 13    | 13,7 (17,5)   | 10        | 3                | 0                | 0                | 0                   |
| Administration publique, enseignement, santé, action sociale | 12    | 12,6 (13,5)   | 8         | 2                | 1                | 1                | 0                   |
| Champ : ensemble des activités.                              |       |               |           |                  |                  |                  |                     |

Le secteur du commerce, transports et services divers est prépondérant dans la commune (62 entreprises sur 95).
Sur les 95 entreprises implantées à Chaumont-sur-Loire en 2016, 72 ne font appel à aucun salarié, 19 comptent 1 à 9 salariés, 2 emploient entre 10 et 19 personnes et 2 emploient entre 20 et 49 personnes.

### Agriculture
En 2010, l'orientation technico-économique de l'agriculture dans la commune est la polyculture et le polyélevage. Le département a perdu près d'un quart de ses exploitations en 10 ans, entre 2000 et 2010 (c'est le département de la région Centre-Val de Loire qui en compte le moins). Cette tendance se retrouve également au niveau de la commune où le nombre d'exploitations est passé de 27 en 1988 à 19 en 2000 puis à 14 en 2010. Parallèlement, la taille de ces exploitations augmente, passant de 38 ha en 1988 à 29 ha en 2010.
Le tableau ci-dessous présente les principales caractéristiques des exploitations agricoles de Chaumont-sur-Loire, observées sur une période de 22 ans :
|                                      | 1988                 | 2000                 | 2010                 |
| Dimension économique                 | Dimension économique | Dimension économique | Dimension économique |
| ------------------------------------ | -------------------- | -------------------- | -------------------- |
| Nombre d'exploitations (u)           | 27                   | 19                   | 14                   |
| Travail (UTA)                        | 38                   | 14                   | 17                   |
| Surface agricole utilisée (ha)       | 1 039                | 878                  | 402                  |
| Cultures                             |                      |                      |                      |
| Terres labourables (ha)              | 961                  | 845                  | 377                  |
| Céréales (ha)                        | 573                  | 483                  | 154                  |
| dont blé tendre (ha)                 | 231                  | 246                  | 74                   |
| dont maïs-grain et maïs-semence (ha) | 204                  | s                    | 12                   |
| Tournesol (ha)                       | 181                  | s                    | 59                   |
| Colza et navette (ha)                | 152                  | 154                  | 54                   |
| Élevage                              |                      |                      |                      |
| Cheptel (UGBTA)                      | 174                  | 75                   | 63                   |

#### Produits labellisés
La commune de Chaumont-sur-Loire est située dans l'aire de l'appellation d'origine protégée (AOP) de cinq produits : deux fromages (le Sainte-maure-de-touraine et le Selles-sur-cher) et trois vins (le crémant-de-loire, le rosé-de-loire et le Touraine).
Le territoire de la commune est également intégré aux aires de productions de divers produits bénéficiant d'une indication géographique protégée (IGP) : les rillettes de Tours, le vin Val-de-loire et les volailles de l’Orléanais,.

Quelques produits labellisés de Chaumont-sur-Loire.
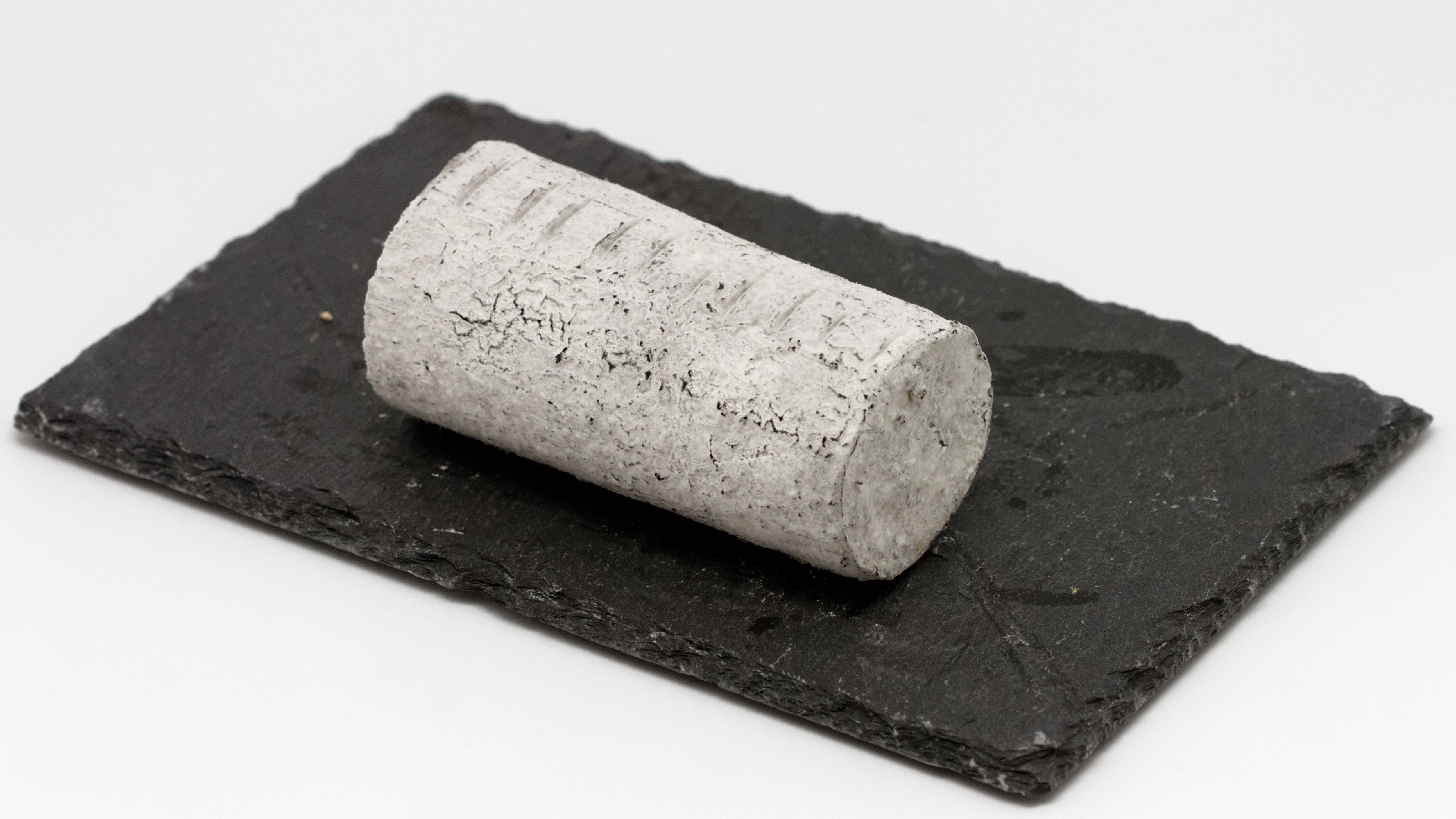
Sainte-maure-de-touraine.
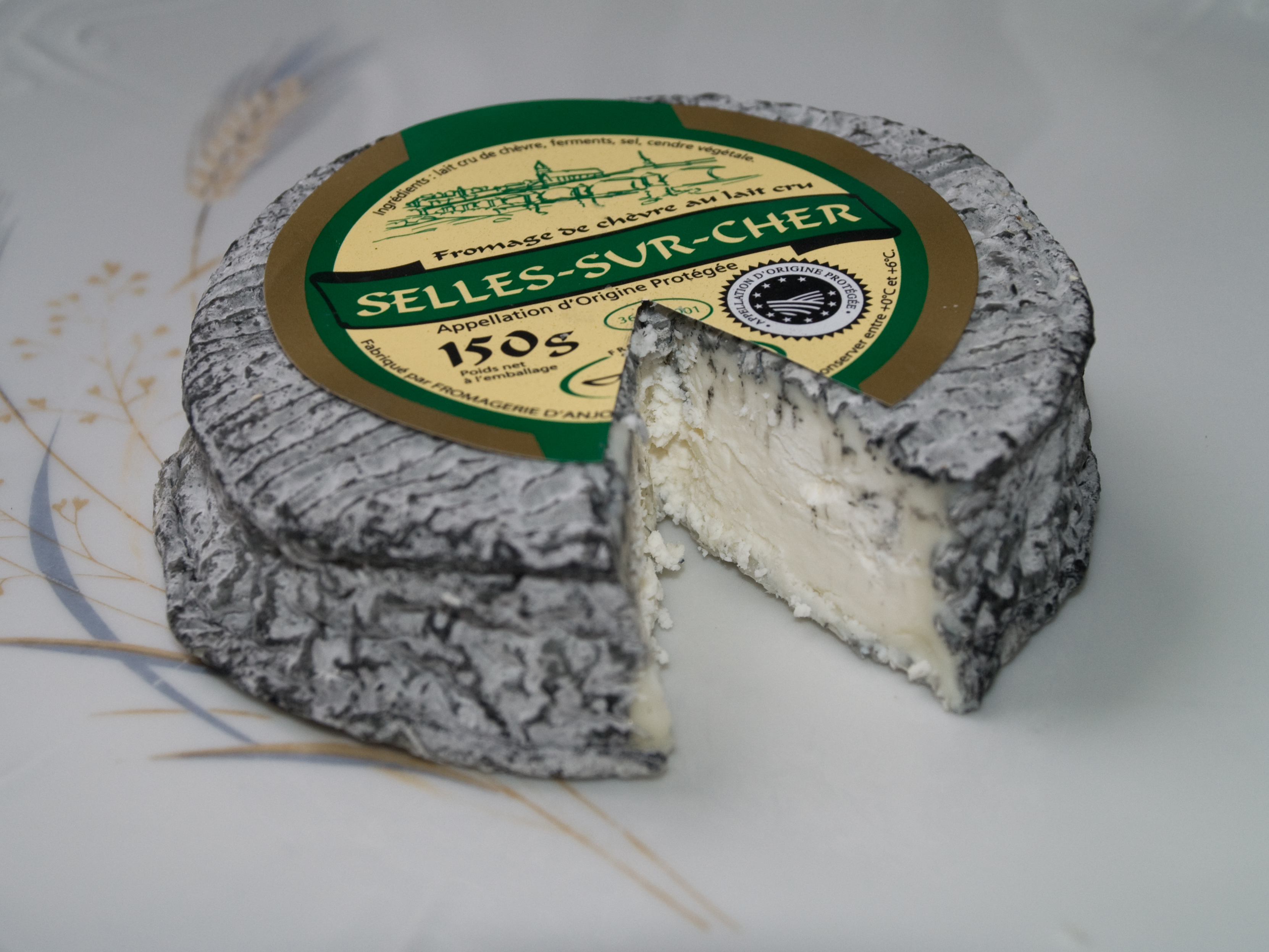
Selles-sur-cher.
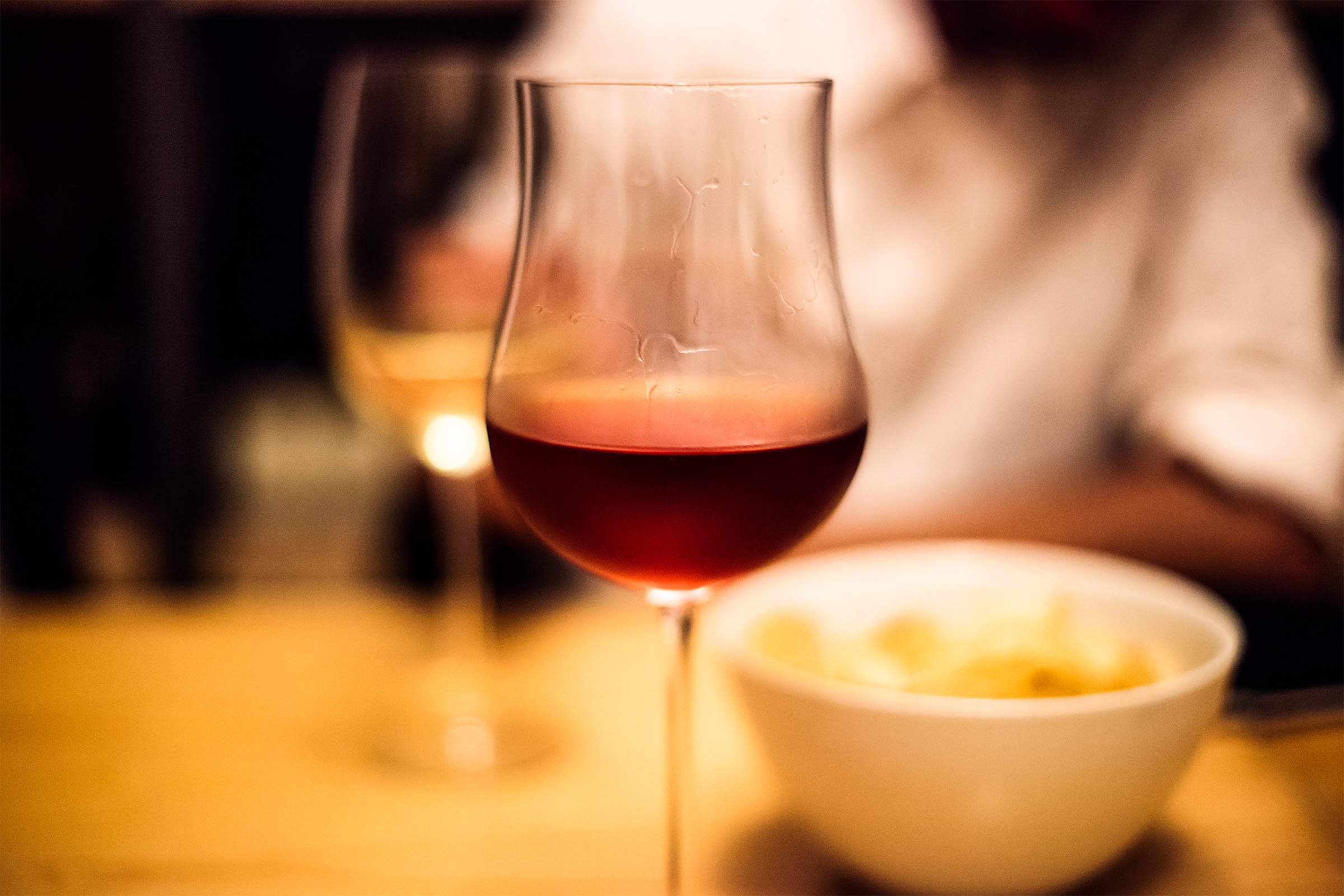
Touraine rouge.

## Culture locale et patrimoine

### Lieux et monuments
- Le domaine de Chaumont-sur-Loire et son château.
- Motte de Mindré dite « Fort-aux-Anglais ». La motte de type lenticulaire avec fossé a à son sommet un vaste trou central et dans les pentes du cône des galeries souterraines, dont certaines sont effondrées, qui débouchent dans la vallée[104].

Le château de Chaumont-sur-Loire, ses écuries et son parc paysager
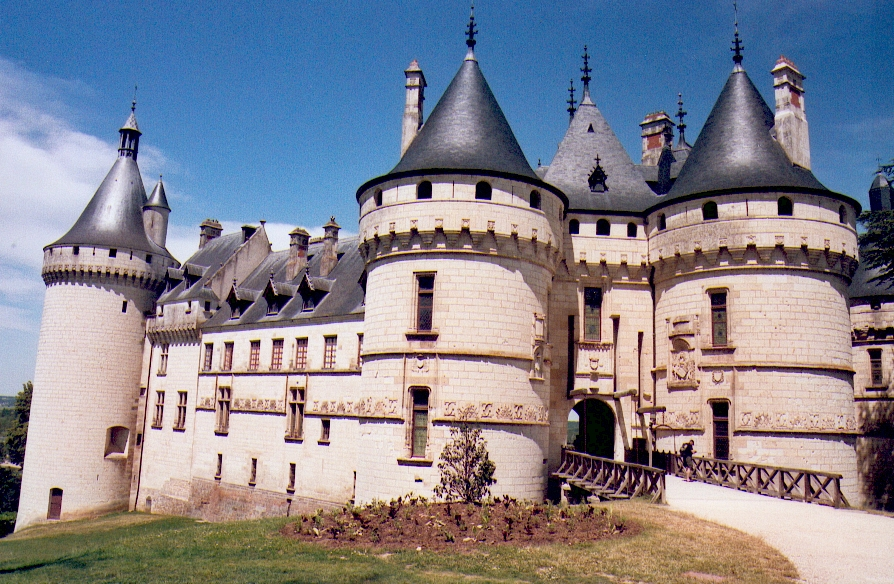
L'entrée principale .
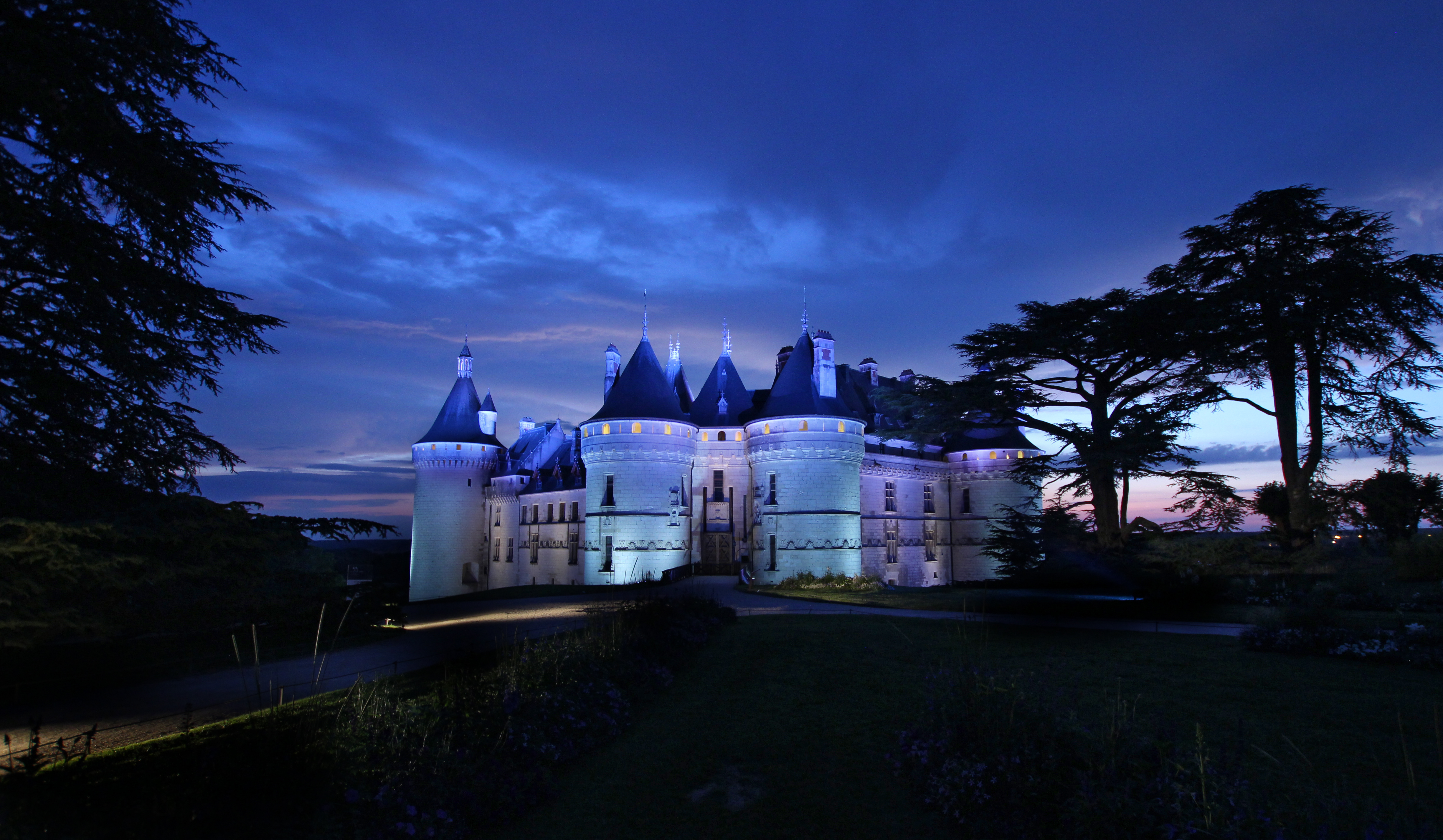
Le château de nuit.
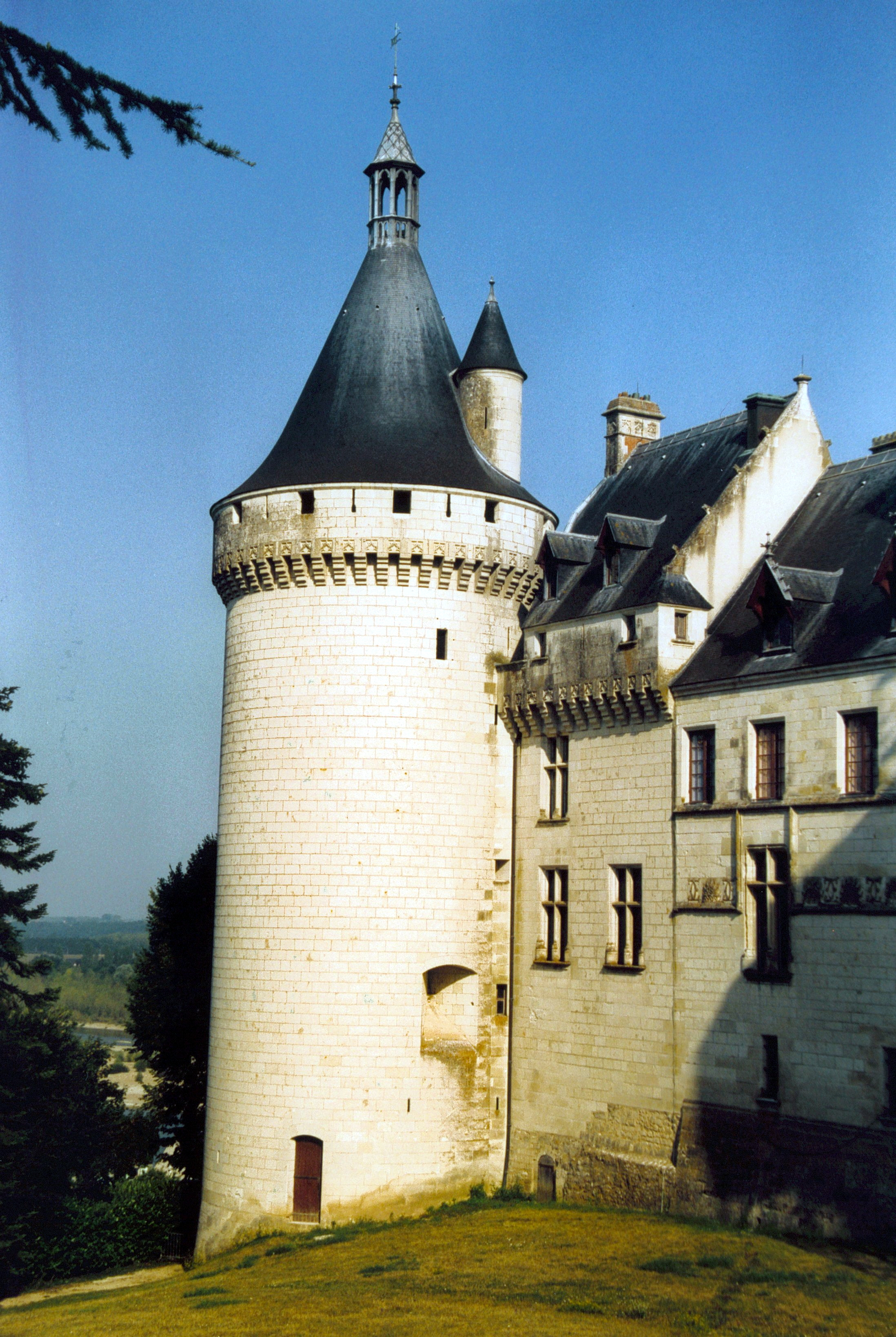
La tour sud-ouest.
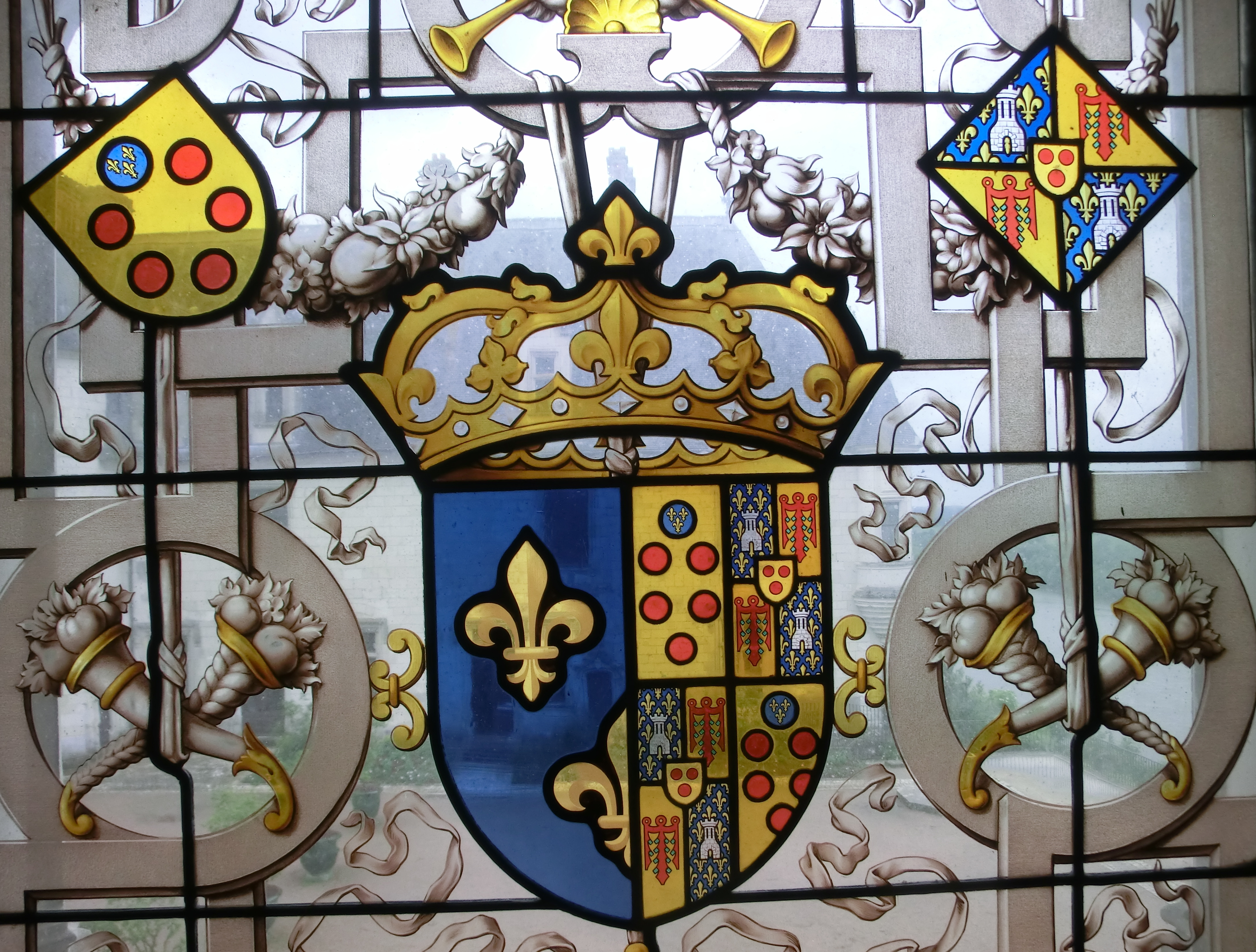
Vitrail d'une fenêtre.
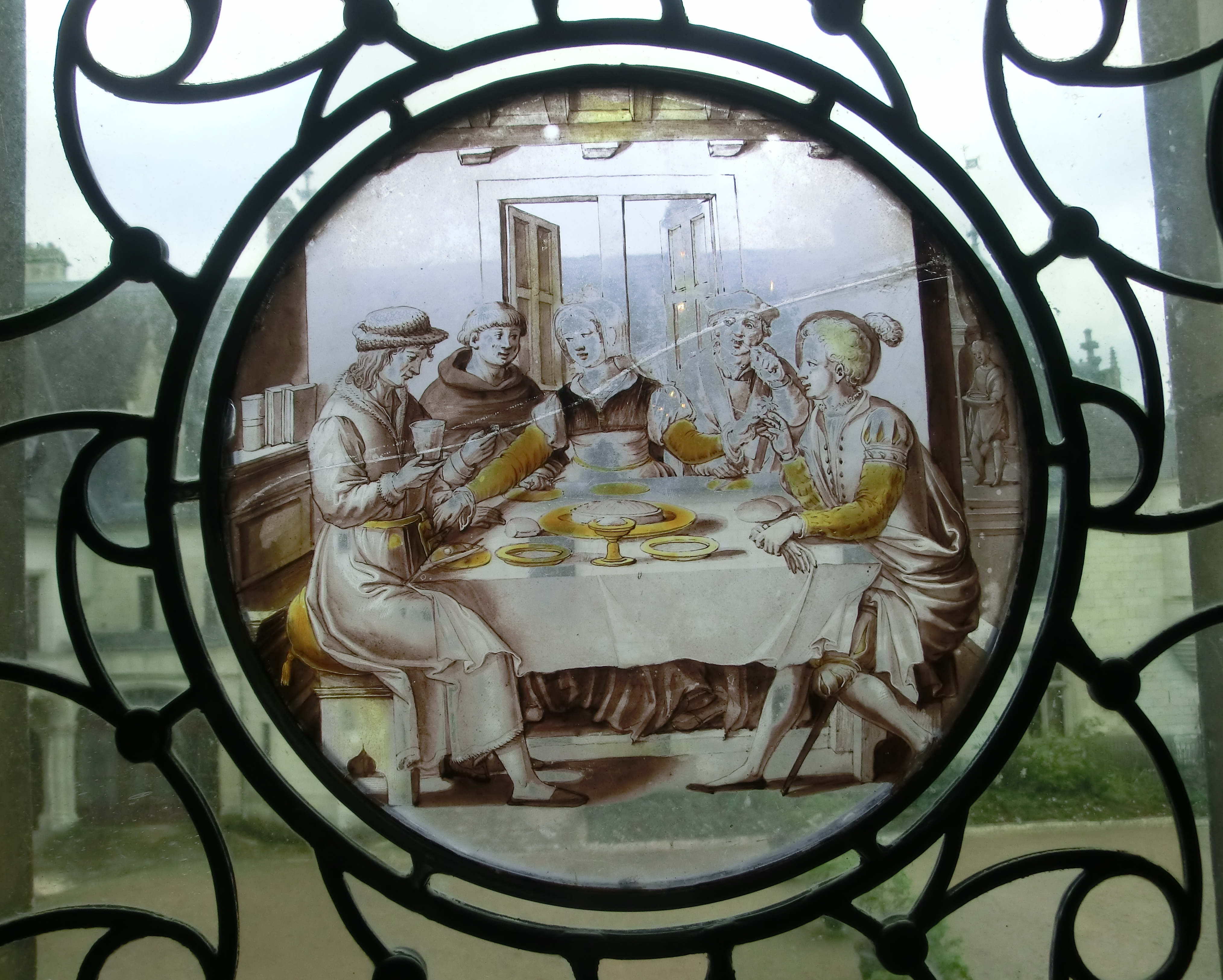
Vitrail d'une fenêtre.
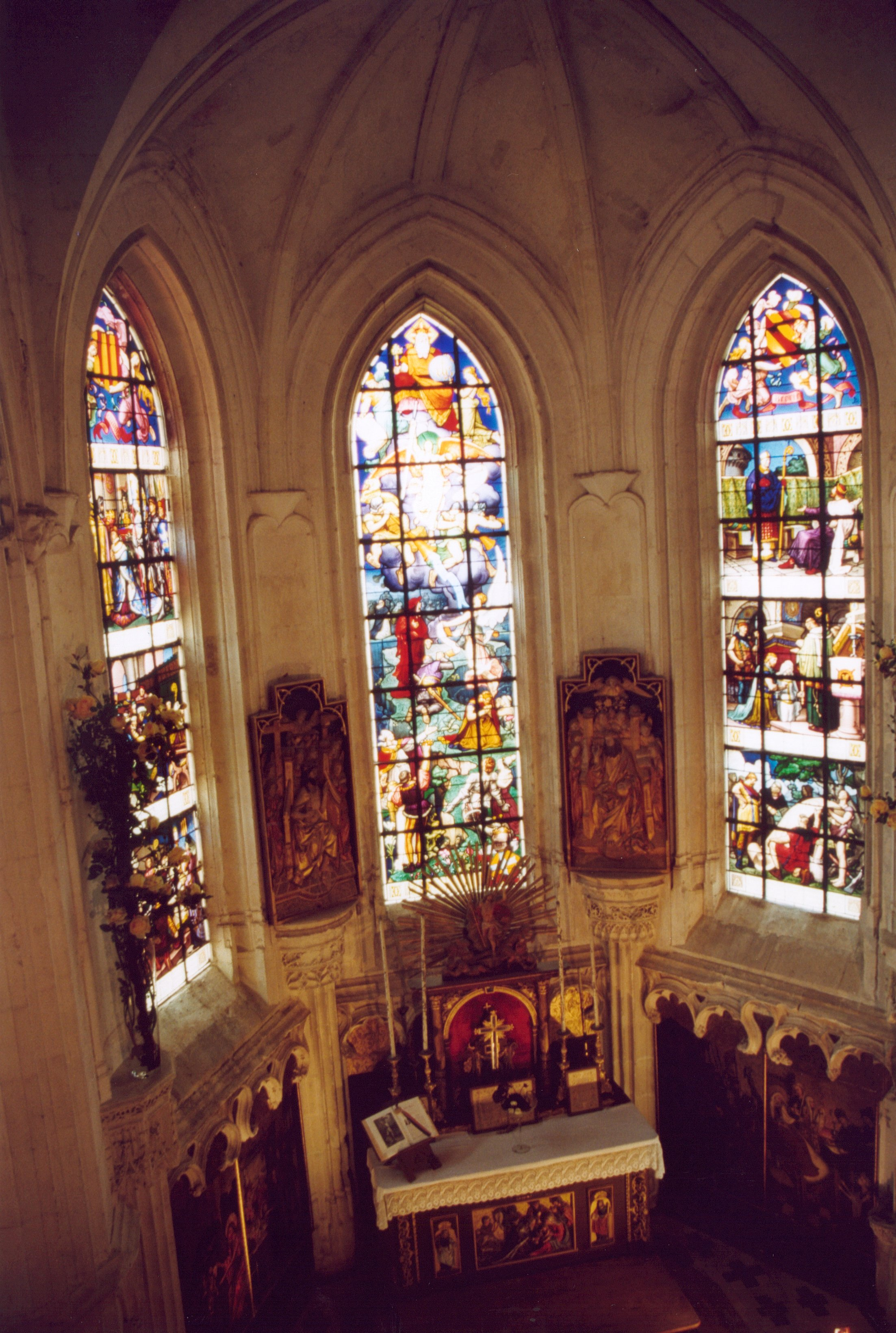
La chapelle.
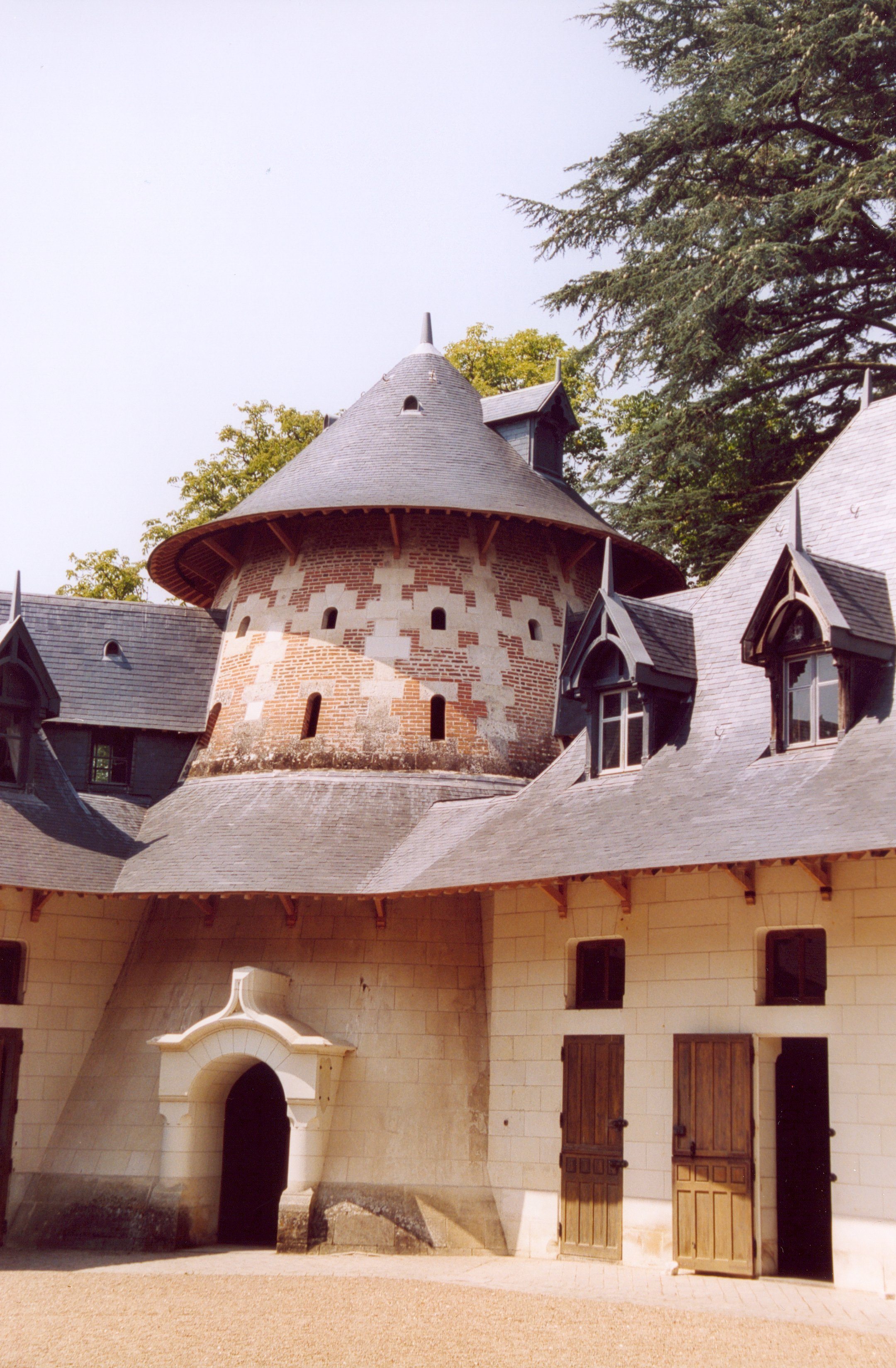
Le manège des écuries.
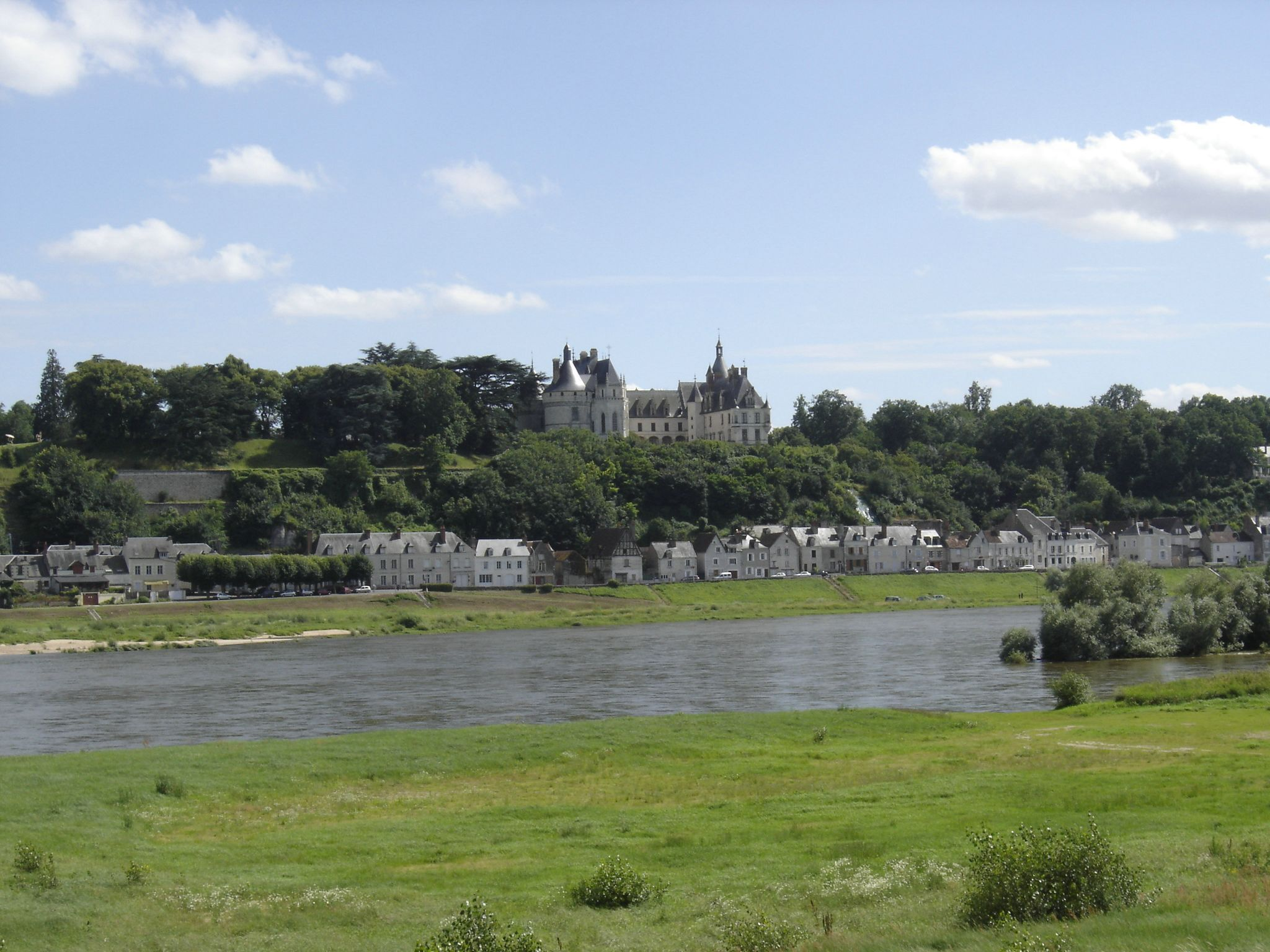
Vue de l'autre rive de la Loire.

Le festival des jardins de Chaumont-sur-Loire
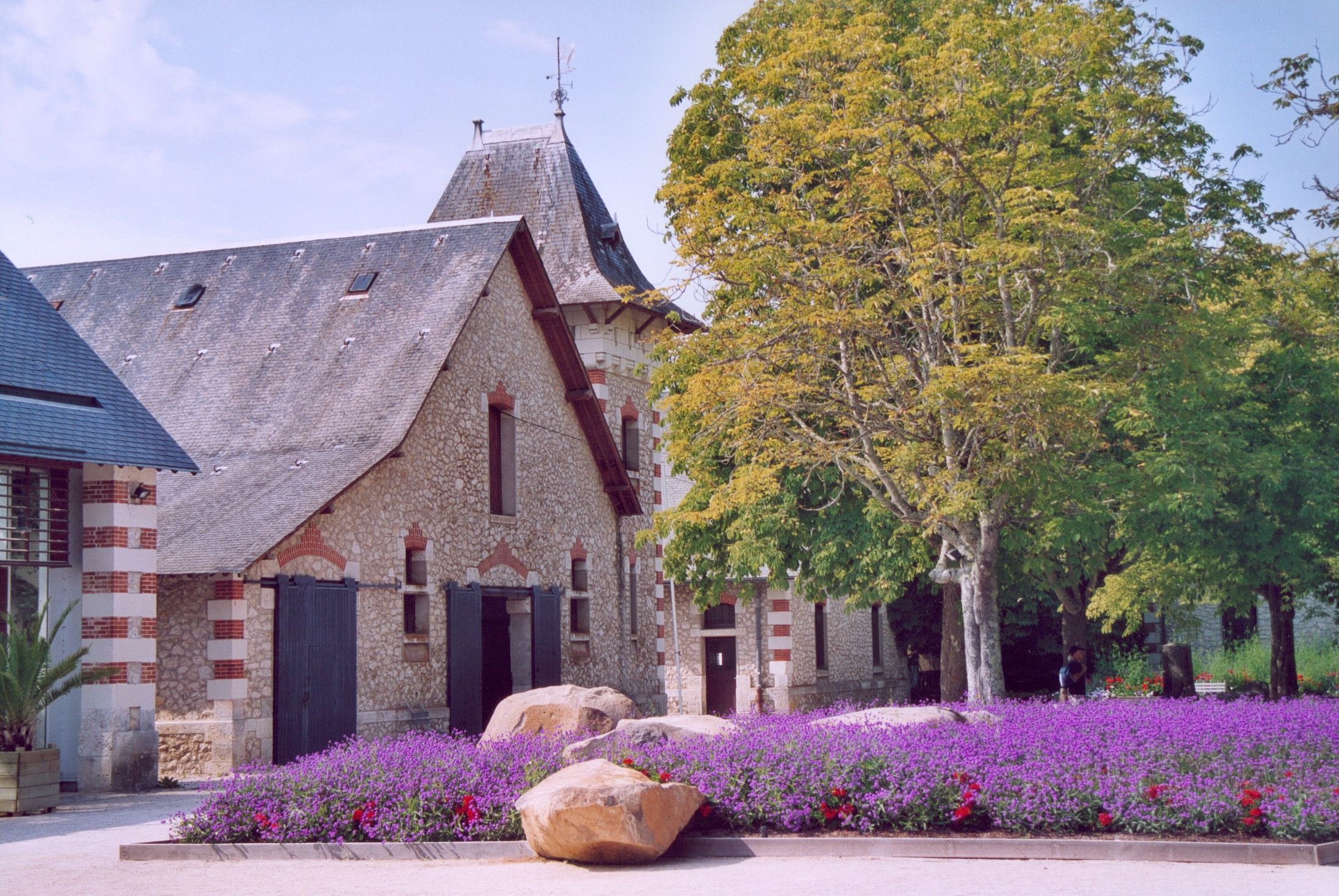
La cour de la ferme.
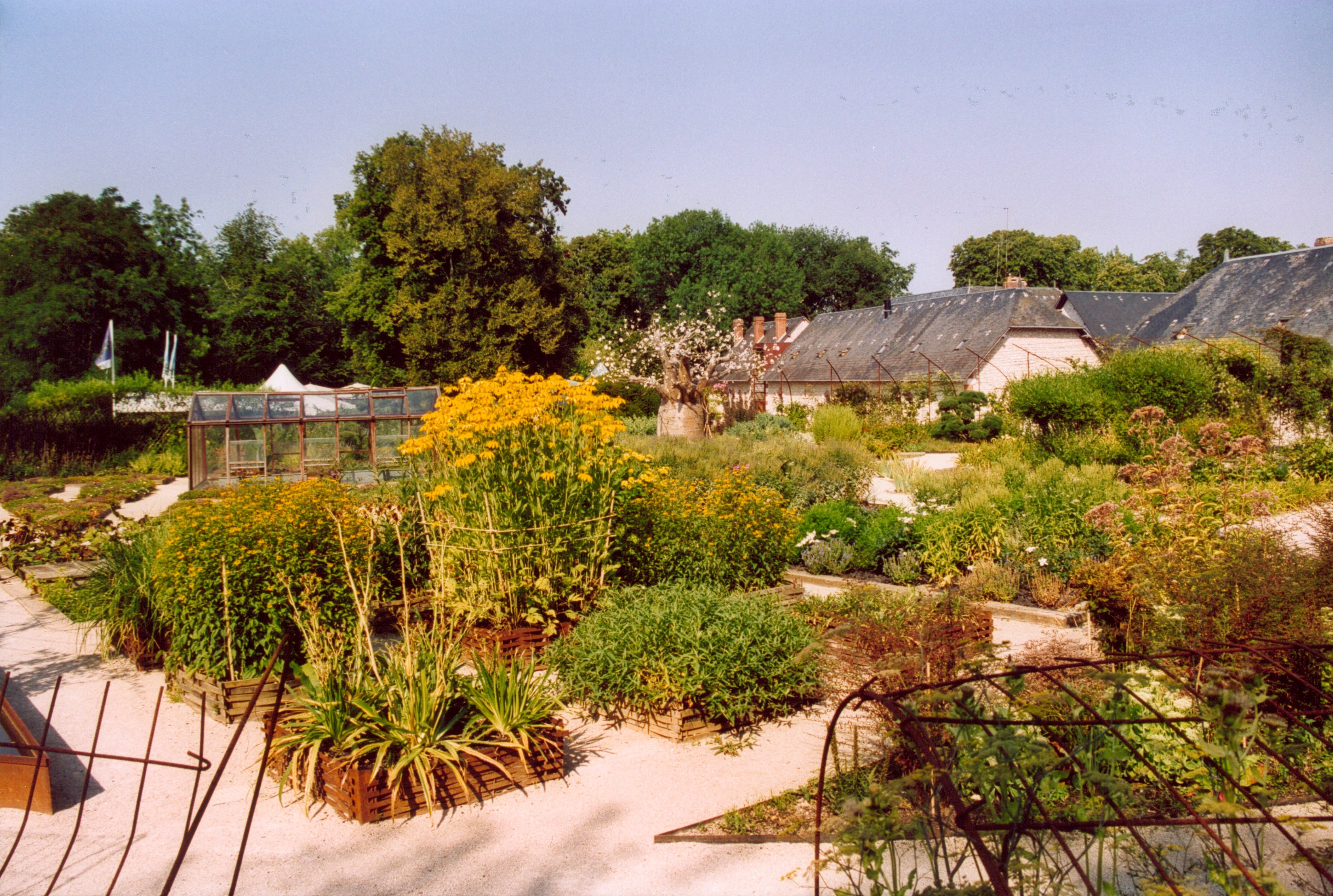
Le jardin expérimental.
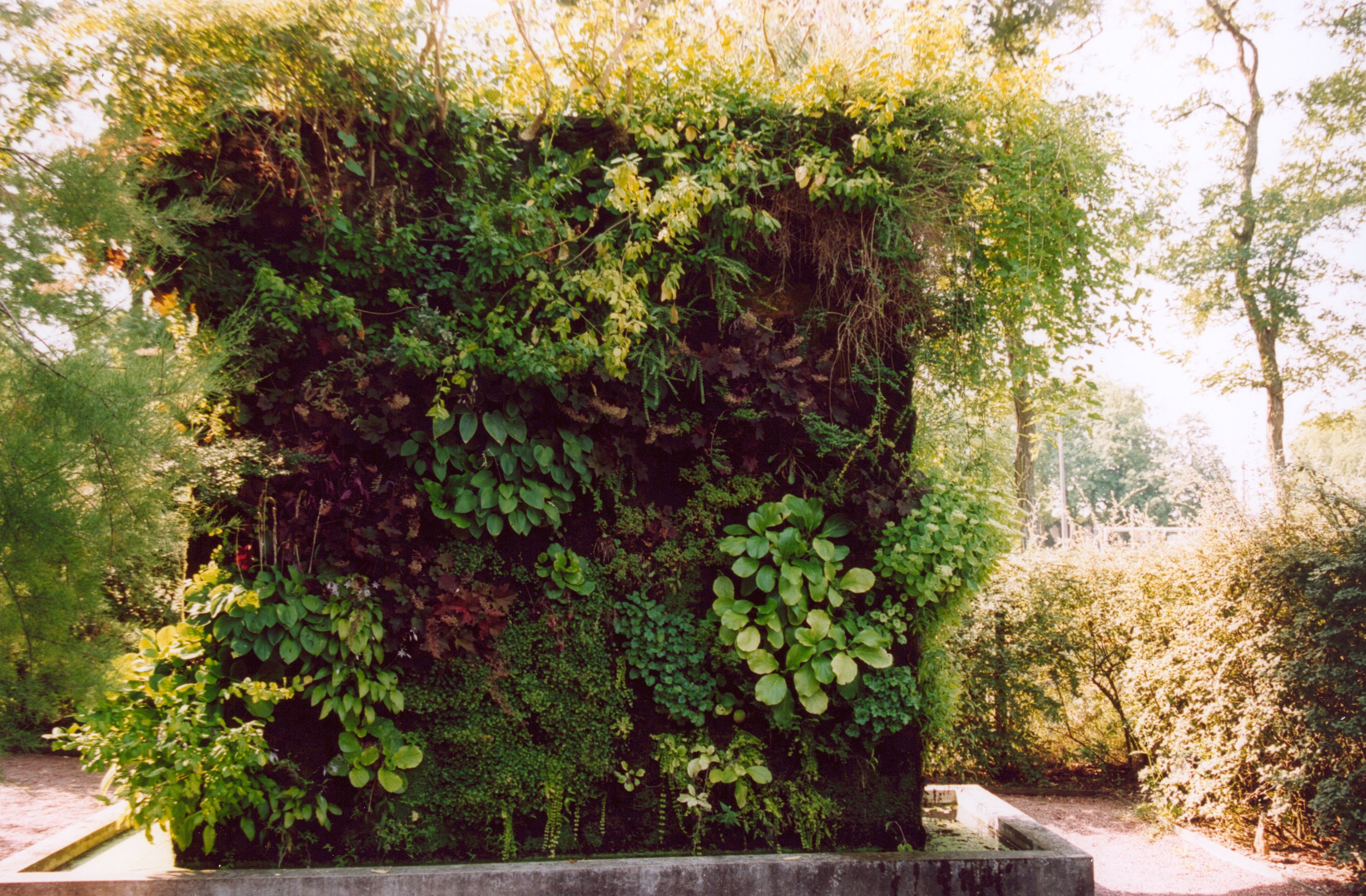
Mur végétal.
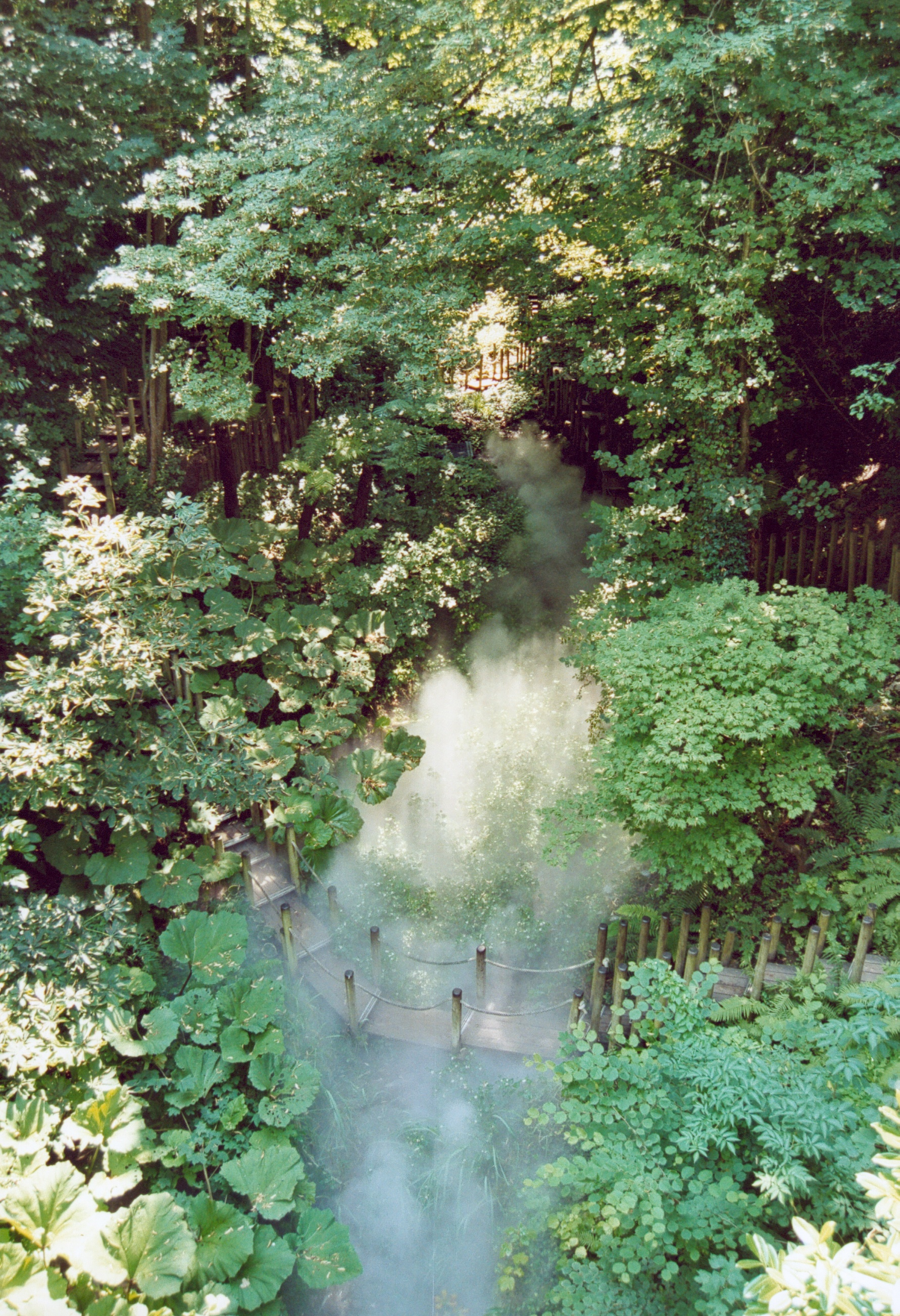
Le vallon des brumes.
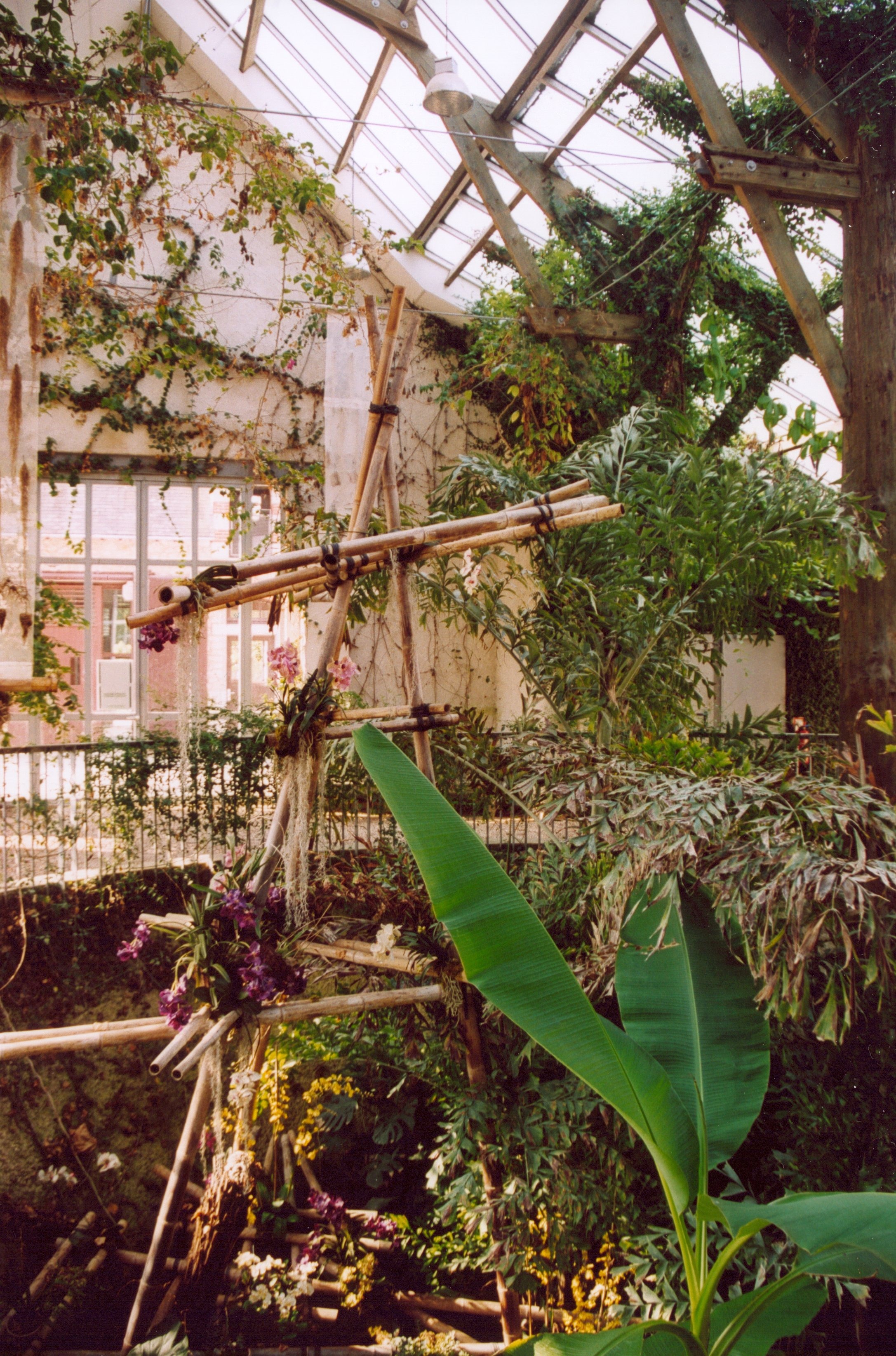
La serre.
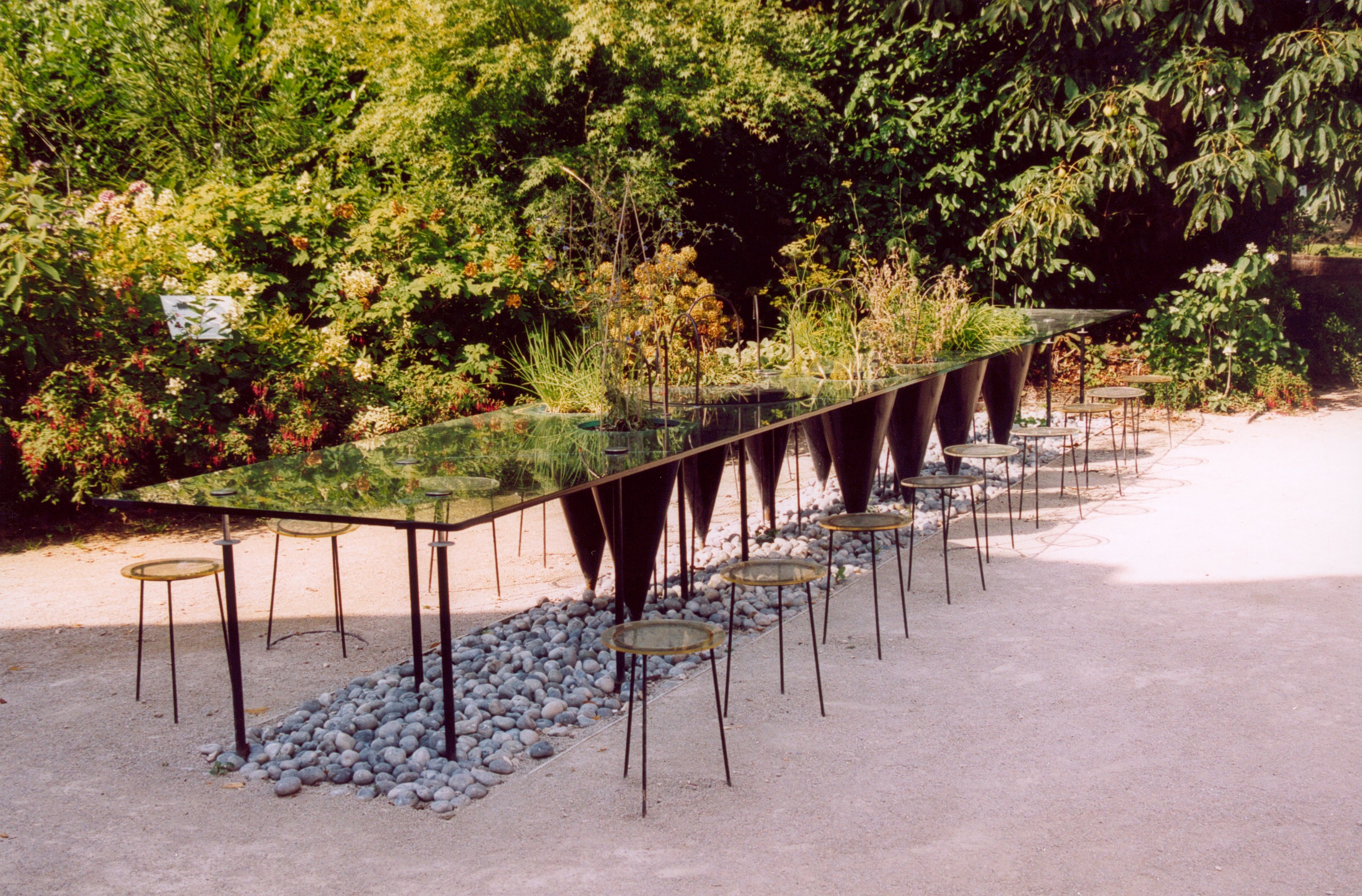
La table verte.
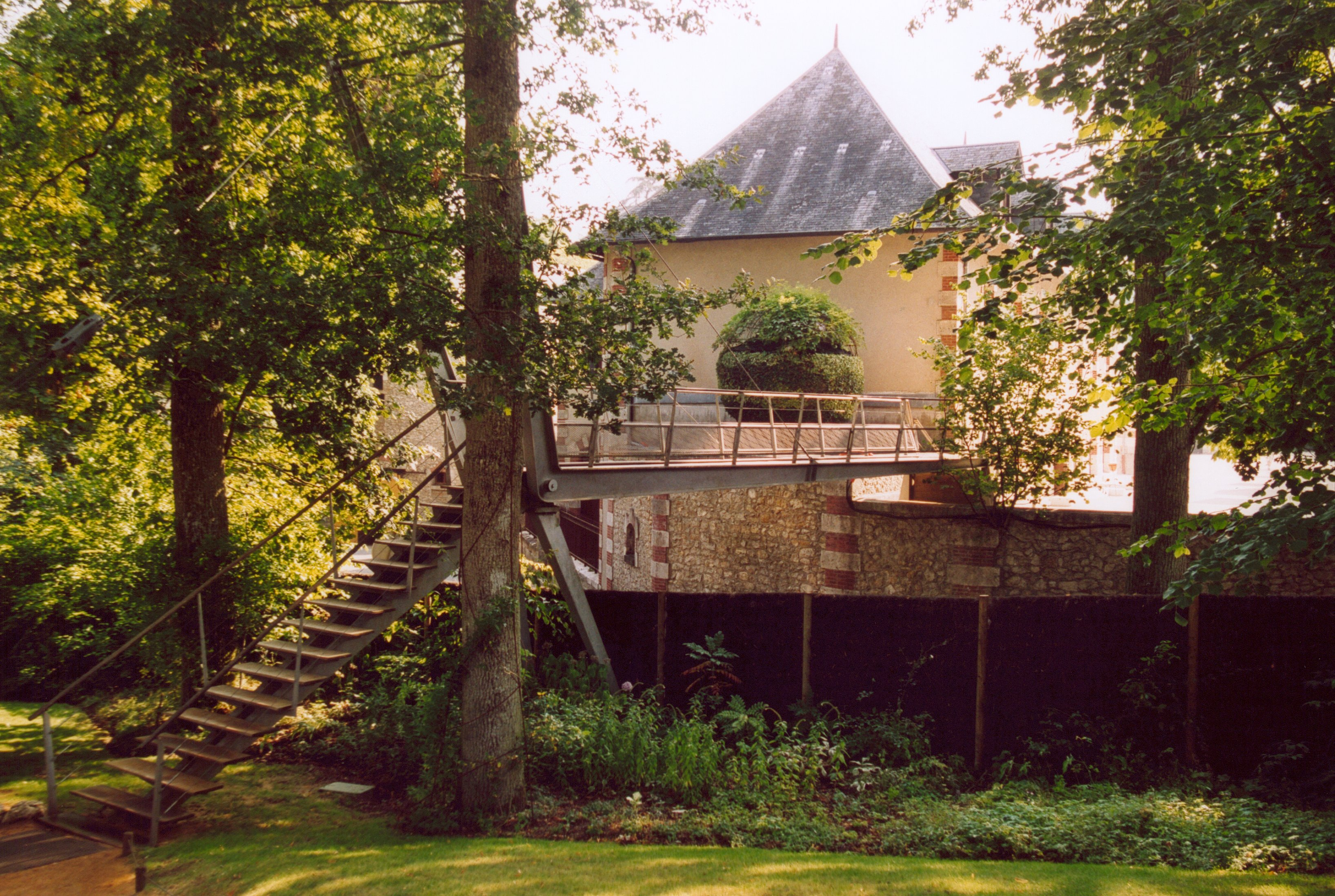
Passerelle.
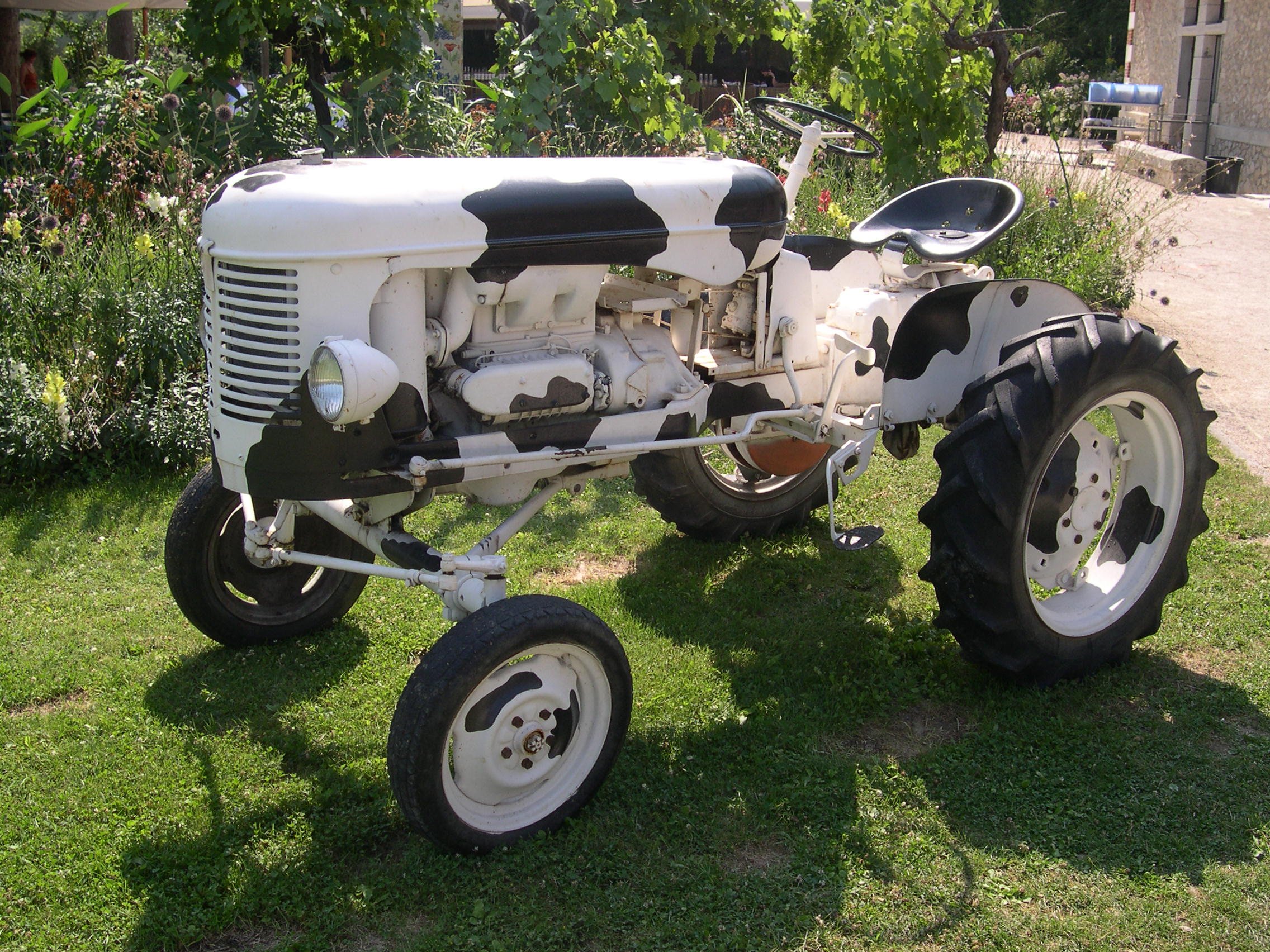
Tracteur.

Autres monuments
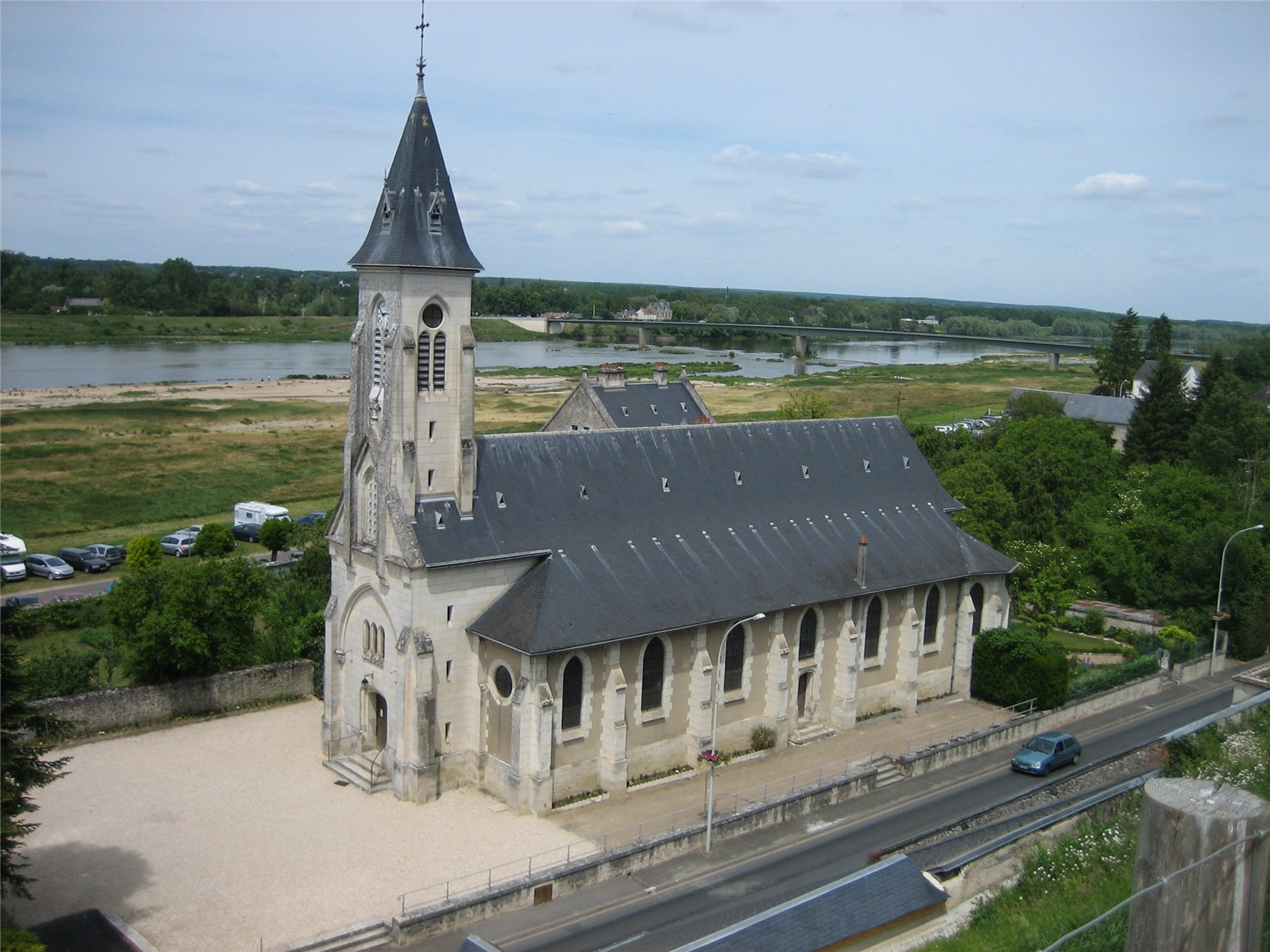
L'église.
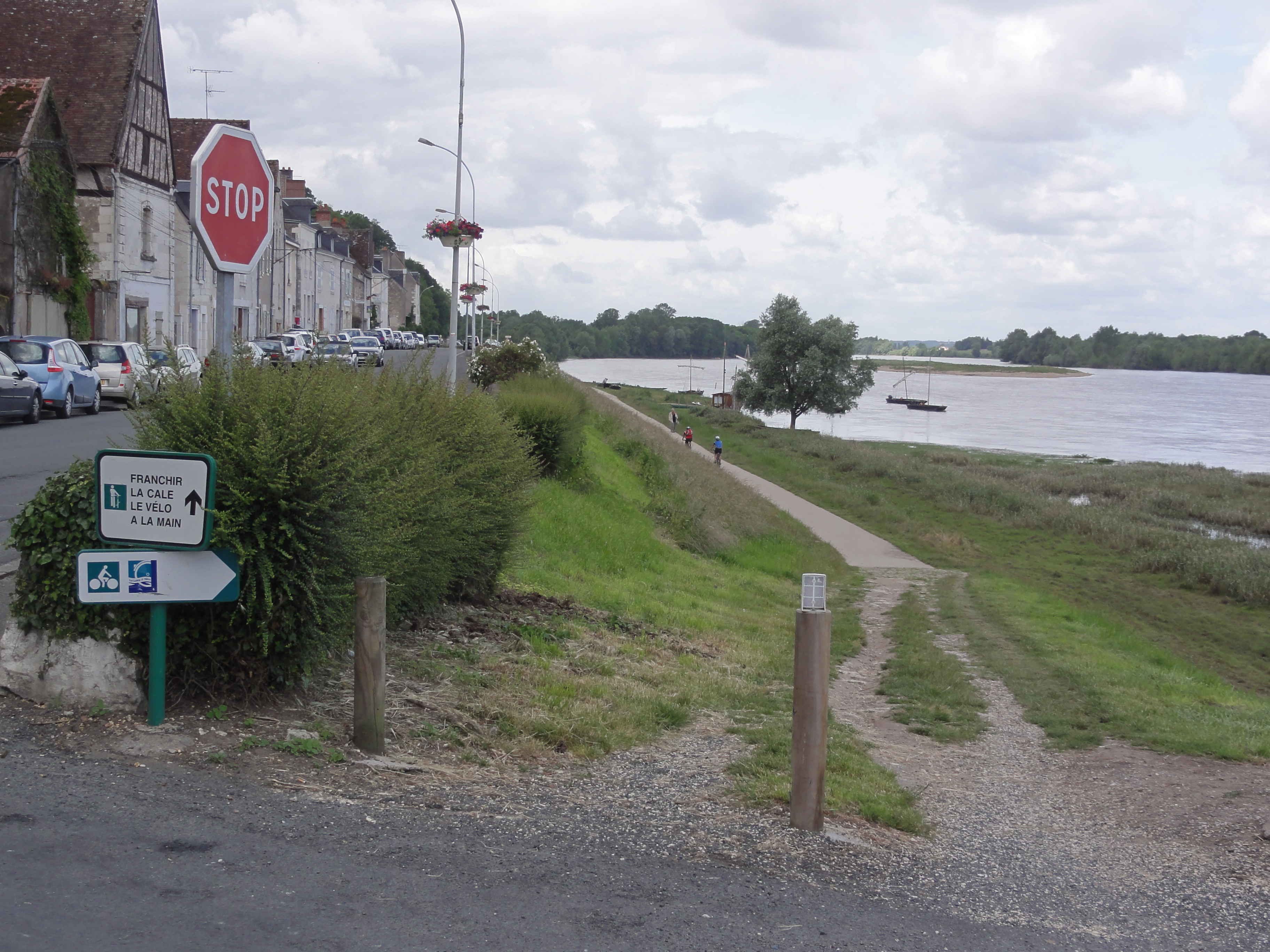
Cale de la Loire.
- Passage du pont sur la Loire (D1).

### Héraldique
|  | Les armoiries de Chaumont-sur-Loire se blasonnent ainsi : Palé d'or et de gueules ; au chef d'azur chargé d'une montagne isolée de gueules enflammée d'or et accostée de deux paires de C adossés et entrelacés aussi d'or. Ces armoiries reprennent les armoiries de la maison d'Amboise qui occupa le château de Chaumont durant plus de 4 siècles. Les deux "C", entrelacés sont les initiales de Charles Ier et Charles II, de Chaumont d'Amboise (père et fils) qui firent reconstruire le château détruit sur l'ordre de Louis XI. |

## Personnalités liées à la commune
- Le financier Scipion Sardini (1526-1609) fut baron de Chaumont-sur-Loire au début du XVIIe siècle.
- Son épouse Isabelle de Limeuil, y fut inhumée le 1er avril 1609.
- Jacques-Donatien Le Ray de Chaumont (1726 – 1803), propriétaire du château à partir de 1750 où il invita Benjamin Franklin.
- Marie Say (1857-1943).
- Raphaël Bodin (1878-1947), peintre né dans la commune[105].

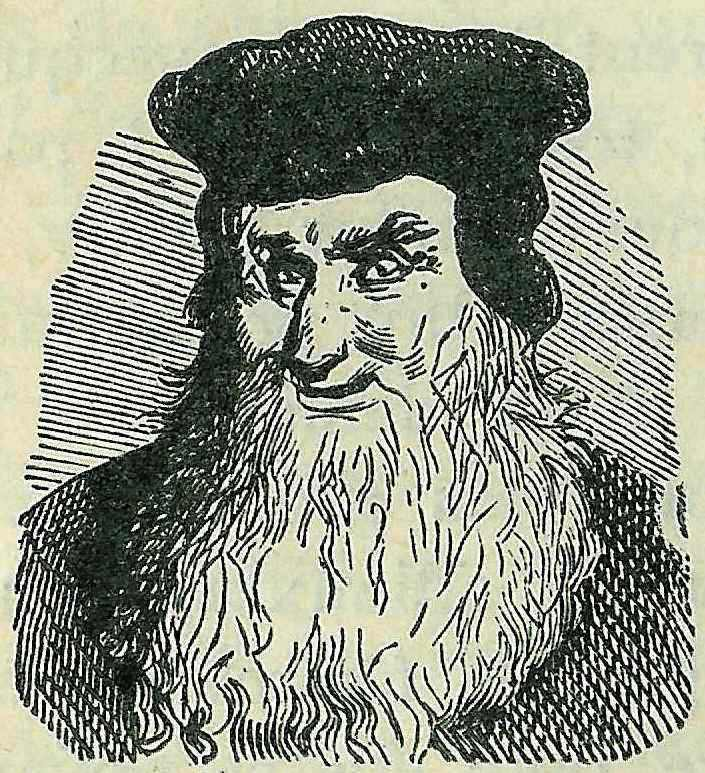
Scipion Sardini, par Gustave Doré pour les Contes drolatiques de Balzac.
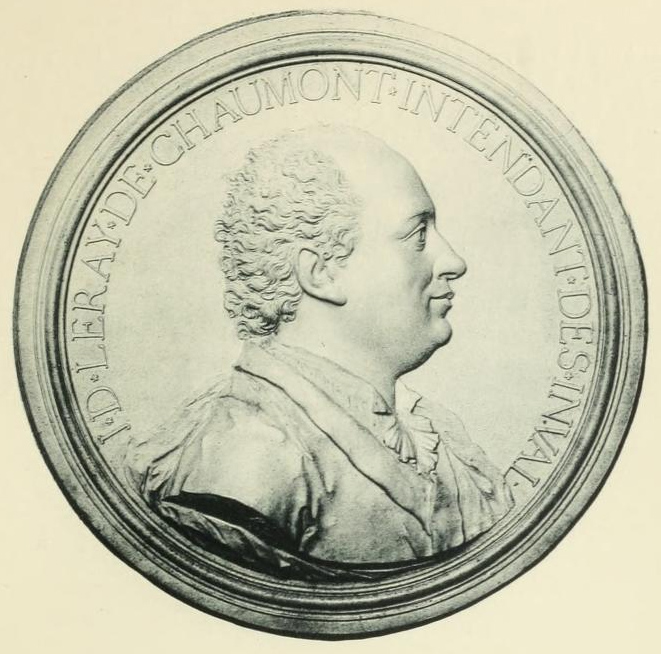
Jacques-Donatien Le Ray de Chaumont, par Jean-Baptiste Nini.